# Javier Hernández Balcázar
Javier Hernández Balcázar (Guadalajara, Jalisco, 1 de junio de 1988), conocido comúnmente como Chicharito, es un futbolista profesional mexicano que juega como delantero centro en el C. D. Guadalajara de la Primera División de México. Fue internacional absoluto con la selección de México, su mejor actuación se produjo en la Copa de Oro de 2011, donde fue nombrado mejor jugador y Bota de Oro del campeonato tras anotar siete goles en seis partidos que le permitieron salir campeón del torneo, siendo su mayor logro con la selección mexicana.
Es el máximo goleador histórico de la selección mexicana con 52 goles.
A nivel de clubes, su mejor actuación se dio con el Manchester United en la temporada 2010/2011 en donde fue campeón de la Premier League y la Community Shield, siendo uno de los goleadores del equipo y superando a grandes figuras como Wayne Rooney y Michael Owen. Fue nombrado Jugador del año Sir Matt Busby. En la misma temporada llegó a la final de la Champions League, en donde su equipo cayó frente al F. C. Barcelona, quedando subcampeón del torneo.

## Trayectoria

### Club Deportivo Guadalajara

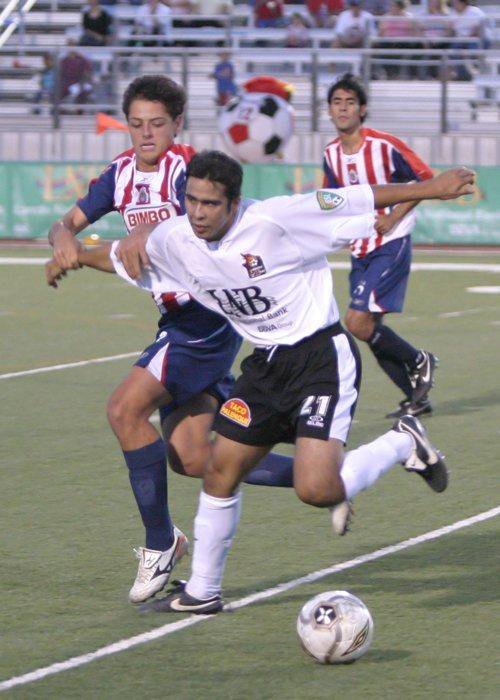
Chicharito en las inferiores Guadalajara en 2006.

Javier se unió a las categorías inferiores del Guadalajara a los nueve años de edad. En la temporada 2005-2006, Javier jugó con el Chivas Coras, un equipo filial de Tepic, Nayarit. El Chicharito sobresalió de tal forma que en el Torneo Apertura 2006 debutó con el primer equipo el 9 de septiembre de 2006 con la victoria de su equipo por 4-0 sobre el Club Necaxa, en donde Javier anotó el último gol al minuto 83. Ese fue su único gol en ocho partidos disputados entre 2006 y 2007. También jugó 6 partidos entre 2007 y 2008 con el Guadalajara, aunque sin ninguna anotación. En el Torneo Apertura 2008 disputó 7 partidos aunque no tuvo ninguna anotación, y en el Clausura 2009 anotó 4 goles en 15 partidos con el Guadalajara. No fue sino hasta el Torneo Apertura 2009 cuando Javier comenzó a sobresalir en su equipo, terminando como el tercer máximo goleador del torneo, al haber anotado 11 goles en 17 partidos, convirtiéndose en un jugador titular del Guadalajara.
En el Torneo Bicentenario 2010 llegó a ser el goleador del Guadalajara. Javier empezó el torneo anotando 2 goles en cada uno de los 3 primeros partidos del torneo, ante Toluca, ante Tigres, y ante Estudiantes. Este último fue visto como uno de los mejores partidos de Javier con el Guadalajara, ya que, además de haber dado una asistencia y de haber anotado 2 goles, dirigió una voltereta cuando Chivas iba perdiendo por 0-2. Luego de haber anotado goles ante Querétaro y ante Atlante, Debido a una lesión, Javier no anotó un solo gol durante 5 jornadas, razón por la que no figuraba dentro de la alineación de su equipo. No obstante, seguía siendo el goleador del torneo, con 8 anotaciones. En la jornada 11 Javier volvió a meter goles, al haber anotado un gol en la derrota de su equipo por 2-1 ante el Monterrey.
Su buen desempeño a corta edad con el Guadalajara llamó la atención de varios clubes europeos, como el PSV Eindhoven de los Países Bajos, el VfL Wolfsburgo de Alemania, o el Valencia CF de España. Sin embargo, el 8 de abril de 2010, Javier firmó un contrato de 5 años con el Manchester United de Inglaterra, con el cual se unió el 1 de julio del mismo año. Pero Javier estaba sujeto a un permiso de trabajo, el cual le fue otorgado el 27 de marzo de 2010. Además, como parte del trato acordado entre el Manchester y el Guadalajara, los «red devils» jugaron un partido amistoso ante las Chivas en la inauguración del Estadio Omnilife el 30 de julio, en donde Javier jugó 45 minutos con el Guadalajara y otros 20 minutos con el Manchester United.
El 30 de julio de 2010, Javier Hernández jugó sus últimos 45' minutos con las Chivas. En el primer partido celebrado en el Estadio Omnilife marcó un gol a favor de las Chivas al minuto 8', siendo este el primer gol del partido y de la historia del estadio, en donde el marcador quedó 3-2 a favor del Guadalajara.

### Manchester United

#### Temporada 2010-11

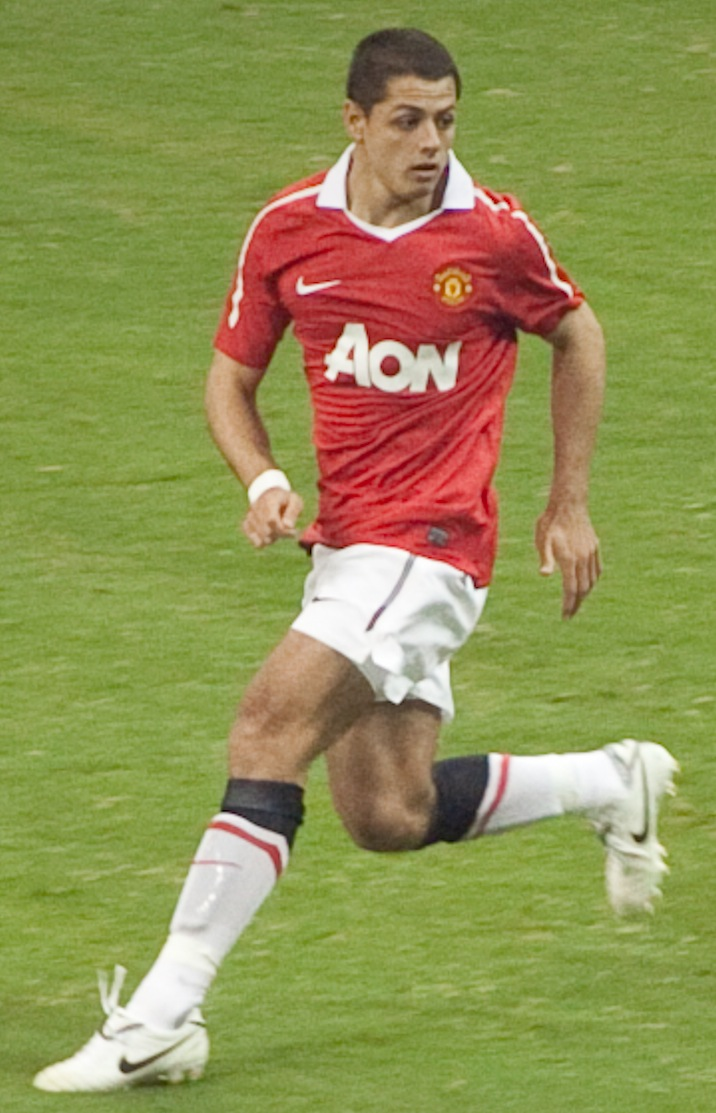
Chicharito con el Manchester United ante el MLS All-Stars en 2010.

El 28 de julio del 2010 hace su debut con el equipo de fútbol del Manchester United. En el juego de pretemporada contra Las Estrellas de la MLS en los Estados Unidos, entrando al minuto 61 para sustituir a Nani, tocando su primer balón al minuto 64. Al minuto 83' anota su primer gol como Red Devil, el quinto gol del equipo, haciendo de esta forma su debut esperado. El Manchester United se impuso ante Las Estrellas de la MLS 5-2. Hernández anotó en el partido de pretemporada del Manchester United ante League of Ireland XI. Hernández Balcázar anotó su gol al minuto 47, después de que ingresara de cambio en la parte complementaria en lugar de Wayne Rooney. Este fue el tercer gol de los "Red Devils" en la victoria 7-1 a las Estrellas de Irlanda, en el recién construido Estadio Aviva de Dublín el 4 de agosto de 2010.
El 8 de agosto de 2010, Chicharito Hernández anotó su primer gol con el Manchester United en una competición oficial, siendo este el segundo gol del equipo en la victoria del United ante el Chelsea. Hernández entró en el segundo tiempo y al minuto 76 consiguió la anotación. El United ganó al Chelsea 3-1, obteniendo la Community Shield. El 16 de agosto de 2010, Hernández hizo su debut en la Premier League, reemplazando a Wayne Rooney en el minuto 63, en la victoria en casa de 3-0 sobre el Newcastle United en el partido inaugural de la nueva temporada.
El 29 de septiembre de 2010, Hernández anotó su primer gol en la Champions League, anotando el único gol de la victoria del Manchester United 0-1 sobre el Valencia en su segundo partido del Grupo C de la Liga de Campeones de la UEFA 2010-2011. El 16 de octubre de 2010, Hernández anotó su primer gol en la Premier League para el United, ya que abrió el marcador en casa al minuto 5. El encuentro ante el West Bromwich Albion quedó en empate 2-2. Ocho días después, el 24 de octubre, Javier se convirtió en el primer mexicano en anotar dos goles en un mismo partido de la Premier League contra el Stoke City con una victoria de 1-2 siendo el equipo visitante. El 26 de octubre marcó de nueva cuenta al minuto 89 ante el Wolverhampton Wanderers en un partido de la Copa de la Liga para darle el triunfo al United por marcador de 3-2, siendo este su primer gol en Copa de la Liga en los cuartos de final. El 20 de noviembre logra su cuarto gol en la liga, marcando el 2-0 a favor de su equipo, en la victoria del Manchester ante el Wigan Athletic.
José Mourinho, entrenador del Real Madrid de España, a finales de 2010 y principios de 2011 dejó ver su interés por adquirir a Javier Hernández; para dicho equipo. Y así cubrir el espacio que dejó Gonzalo Higuaín tras sufrir una lesión en la espalda, pero al final nada se concretó ya que Javier tiene una cláusula de contrato por 50 millones de euros.

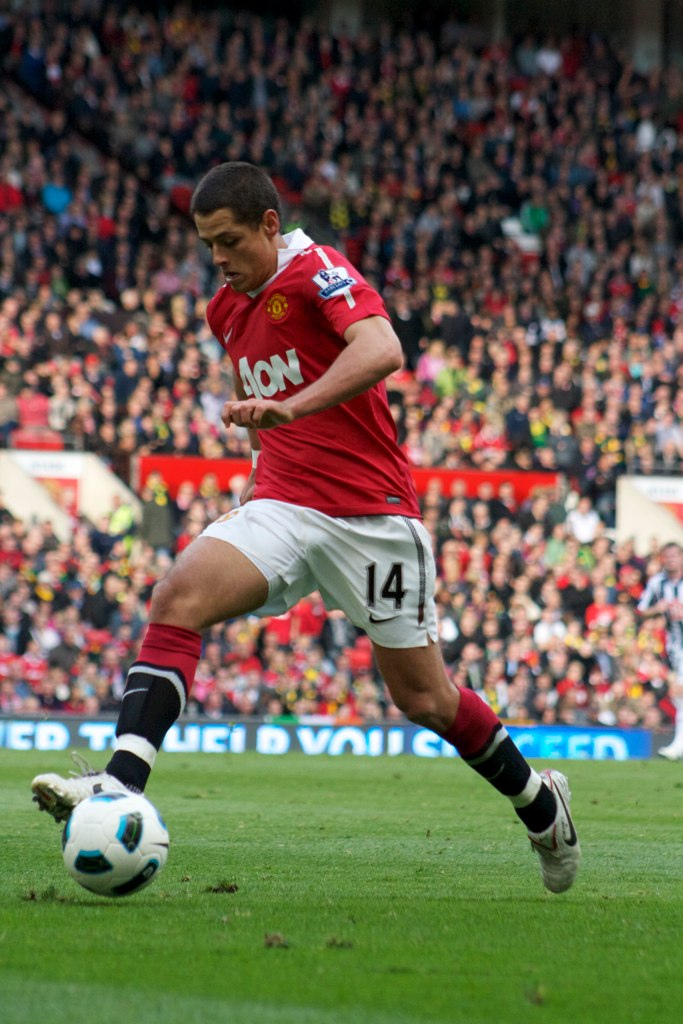
Hernández jugando contra West Brom en Old Trafford durante la temporada 2010-11.

El 1 de enero de 2011; Hernández salió de la banca en The Hawthorns anotando el gol del triunfo en la victoria del Manchester United, 1-2 sobre el West Bromwich Albion. Tres días después, el 4 de enero de 2011; Hernández se convirtió en el máximo goleador mexicano en la historia de la Premier League después de abrir el marcador en la victoria por 2-1 sobre el Stoke City. Siendo este su segundo gol del año, con un pase por parte de su compañero Nani al minuto 27. El 25 de enero de 2011 Hernández anotó el segundo gol de Mánchester United en la victoria 2-3 sobre Blackpool. Cuatro días después el 29 de enero, Hernández anotó su primer gol de la FA Cup para el Manchester United, cuando anotó el gol ganador en una victoria 1-2 sobre el Southampton. Hernández anotó dos veces en la victoria del Manchester 0-4 sobre el Wigan Athletic el 26 de febrero de 2011. Ocho días después el 6 de marzo de 2011, Hernández anotó el único gol de su equipo. Al final de una derrota del Manchester, 3-1 donde ganó Liverpool. El 15 de marzo de 2011 anota un doblete en la vuelta de los octavos de final de la Champions League contra el Olympique de Marsella quedando el marcador del partido 2-1, pasando así el Manchester United a cuartos de final de dicha competición después del empate a cero en la ida. El 2 de abril, Hernández anotó el gol final de una victoria fuera de casa 2-4 sobre el West Ham United, el Manchester United había comenzado perdiendo 2-0. El 8 de abril, Hernández se reveló como un contendiente para el Premio PFA al jugador joven del año junto a su compañero de equipo Nani. El 12 de abril, Hernández abrió el marcador para el Manchester en la victoria 2-1 contra el Chelsea en cuartos de final en la Champions League, el juego término 3-1 en el global. El 23 de abril, Javier Hernández anotó el gol de la victoria con un cabezazo en el triunfo del Manchester United 1-0 sobre el Everton. El 8 de mayo de 2011, Hernández anota el gol más rápido de la temporada de la Premier League, a los 35 segundos de juego ante el Chelsea, juego que término 2-1 favor Manchester United. El gol contra el «Chelsea», lo convirtió en el primer jugador desde Ruud van Nistelrooy en la temporada 2001-02 en anotar 20 goles para el club en su debut en la temporada. Hernández coronó su temporada de debut con el Manchester United al ganar el premio Jugador del año Sir Matt Busby el 18 de mayo, que fue votado por los fanes.

#### Temporada 2011-12
Después de participar en la Copa de Oro de la Concacaf 2011 con México, Hernández regresó al Manchester United para comenzar los entrenamientos de pretemporada en Nueva York para el Juego de Estrellas de la Major League Soccer 2011. Fue hospitalizado el 26 de julio de 2011 previo a dicho partido, aún que fue dado de alta al día siguiente se perdió el resto de la pretemporada y la primera jornada de la temporada. El 28 de julio de 2011, Rafael Ortega, el médico de Chivas, informó al Manchester United que Hernández sufría de una enfermedad neurológica preexistente. Ortega también explicó que Hernández había sufrido de "migrañas agudas" y dolores de cabeza cuando era adolescente.
Regresó el 22 de agosto para entrar de cambio al minuto 79 de la segunda jornada en contra del Tottenham Hotspur. El 10 de septiembre de 2011 regresó a la alineación titular en un encuentro contra el Bolton Wanderers, anotando dos veces, en la victoria del United por 5-0. El 15 de octubre de 2011, Hernández salió del banquillo en un partido crucial contra el Liverpool en Anfield donde el partido quedó en un empate 1-1. En el minuto 81 Hernández anotó el gol en un saque de esquina cobrado por Danny Welbeck. Hernández firmó un nuevo contrato de cinco años el 24 de octubre para estar con el Manchester United hasta 2016. Hernández anotó su cuarto gol en la liga de la temporada en un partido contra el Everton en Goodison Park, en una victoria de 1-0 el 29 de octubre de 2011. Hernández volvió a anotar en el siguiente juego en casa del Newcastle United, cuando un disparo de Wayne Rooney fue bloqueado por un defensa y rebotando contra su cuerpo haciendo así su sexto gol. En el juego ante el Aston Villa sufre una lesión, en el minuto seis del primer tiempo cuando sin tener contacto con ningún oponente, el tobillo izquierdo se dobla y cae al suelo con un intenso dolor evidente, después del partido, Sir Alex Ferguson dijo que había sufrido daños en el ligamento del tobillo y será baja durante cuatro semanas.
Volvería a anotar hasta la fecha 23 en la Premier league, contra Stoke City de penal cerrando el marcador de 2-0. En el siguiente partido marca el agónico gol que le daría el parcial de 3-3 vs Chelsea en Stamford bridge, con un cabezazo a pase de Ryan Giggs cerrando el empate en un polémico partido. Marca su primer gol en UEFA Europa league ante el Ajax en el Amsterdam Arena ganando 0-2 y volviendo a marcar en la vuelta en Old trafford (caen 1-2) para sellar la clasificación del Manchester united con marcador global de 2-3. En la jornada 29 ante Wolverhampton marca su 5.º doblete desde su llegada a Manchester, cerrando con el 4.º y el 5.º gol de ese partido ganado por los "Red Devils" 0-5.

#### Temporada 2012-13

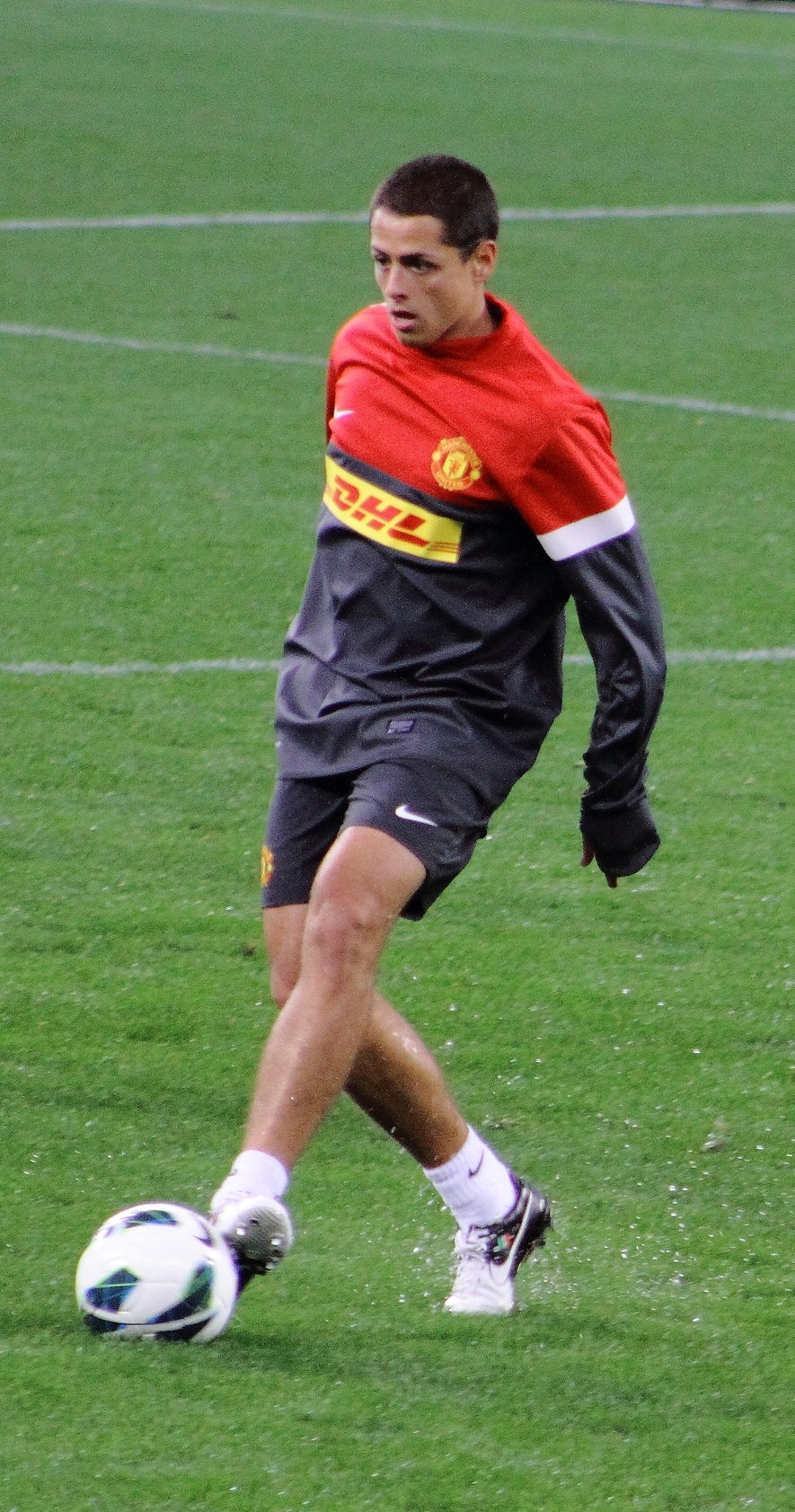
Chicharito en un entrenamiento con el Manchester United en 2012.

El sábado 11 de agosto del 2012, anotó un gol en la victoria del Manchester United ante el Hannover 96 en el cierre de la pretemporada del equipo inglés de la Liga Premier.
El 15 de septiembre, día en que se celebra la independencia de México, regresó a la titularidad con el equipo de Mánchester United en la jornada cuatro de la Liga Premier y lo hizo con un gol y asistencia en el estadio de Old Trafford, en la victoria 4-0 sobre Wigan Athletic. El martes 23 de octubre de 2012, vuelve a la titularidad en la jornada 3 de la Champions League enfrentando al SC Braga de Portugal, anotando en 2 ocasiones y dándole el triunfo de 3-2. El domingo 28 de octubre de 2012, firmó el gol que selló la remontada del Manchester United ante el Chelsea ganando 2-3 en Stamford Bridge en partido correspondiente a la fecha 9 de la Premier League El miércoles 31 de octubre de 2012, marcó el segundo gol del Manchester en los octavos de final de la Copa de la Liga (Capital One Cup), partido que perdieron ante el Chelsea por marcador de 5-4, quedando, con este resultado; eliminados de dicha copa. El miércoles 7 de noviembre de 2012, anotó el tercer gol en la victoria 1-3 de visita ante el SC Braga de Portugal, logrando el pase a los octavos de final de la Champions League. Este día fue nombrado jugador del mes de octubre del Manchester United, luego de que los aficionados le dieran 60 por ciento de los votos. El sábado 10 de noviembre de 2012 el mexicano anota ante el Aston Villa otro doblete más. El sábado 24 de noviembre de 2012 entró de cambio al minuto 58 y 13 minutos más tarde se encargó de cerrar el marcador 3-1 en Old Trafford, que le dio los tres puntos al Manchester United sobre el Queens Park Rangers. El 23 de diciembre ante el Swansea City cumple 100 partidos como Red Devil. El 26 de diciembre anota el gol que le dio los tres puntos al Manchester United sobre el Newcastle United en el minuto final del partido. El 1 de enero de 2013, el mexicano se estrena en año nuevo marcando un doblete y asistiendo con un pase de gol en la victoria 0-4 contra el Wigan. El 12 de mayo anota contra el Swansea poniendo el marcador 1-0 en la despedida del técnico Alex Ferguson. El domingo 19 de mayo, el mexicano anota en el último partido como entrenador del escocés Alex Ferguson al frente del United, quedando 5-5 vs el West Bromwich.

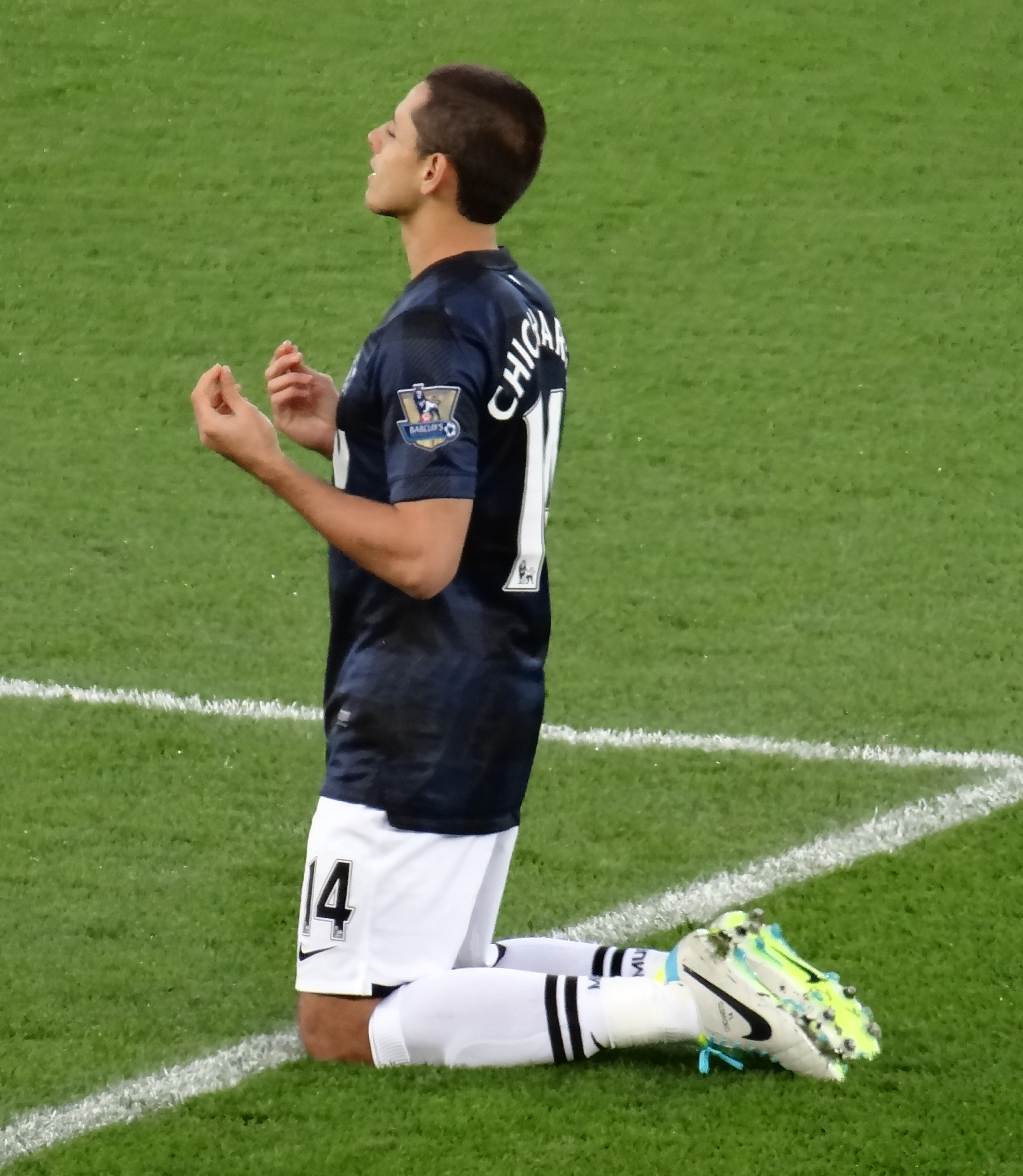
Hernández en un partido con el Mancheter United en 2013.

#### Temporada 2013-14
El 25 de septiembre del 2013 anotó el primer gol de la temporada 2013-14 dentro de la Capital One Cup venciendo 1-0 al Liverpool en Old Trafford.
El 26 de octubre anotó su segundo de la temporada, primero de la Premier League venciendo 3-2 al Stoke City.
El 29 de octubre anotó 2 goles en la Capital One Cup, venciendo 4-0 al Norwich City.
El 5 de enero de 2014 anotó un gol en la derrota del Manchester United 1-2 en casa frente al Swansea City, quedando eliminados de la FA Cup.
El 19 de enero anotó su segundo gol en la Premier League perdiendo 3-1 frente al Chelsea en Stamford Bridge.
El 22 de enero en una jugada dentro del área logró igualar el marcador a 2 al 120' y mandó el duelo a los penales, partido que perdieron por 1-2 desde los 11 pasos en contra del Sunderland, quedando eliminados de la Capital One Cup.
El 29 de marzo volvió a anotar lo que sería su tercer gol de la Premier League venciendo 4-1 al Aston Villa.
El 5 de abril anotó el cuarto gol de la Premier League ganándole al Newcastle 0-4 de visita en el St James' Park.
Sería confirmado su regreso de la cesión por el mismo técnico Van Gaal para llevarlo a la gira por América.
El 18 de agosto de 2015 volvería a Old Trafford para el juego de ida de los plays-off contra el Club Brujas entrando en los últimos 18 minutos en la victoria 3 a 1 de su equipo.

### Real Madrid C. F.
El 1 de septiembre del 2014, a falta de un día para cerrar el mercado de fichajes en España, Hernández fue cedido durante una temporada al Real Madrid, reservándose el club blanco una opción de compra del jugador.
Su primer gol con la camiseta del Real Madrid lo anotó en La Coruña en un partido ante el Deportivo de La Coruña el día 20 de septiembre, ese día no solo marcó su primer gol, sino que marcó su primer doblete con la camiseta blanca.
También ganó la Copa Mundial de Clubes de la FIFA en Marruecos contra el San Lorenzo de Almagro ganando el Real Madrid 2-0 y conquistando su único título con la camiseta merengue.
El 22 de abril del 2015 fue titular con el Real Madrid tras las lesiones de Benzema y Gareth Bale por los cuartos de final de la Liga de Campeones de la UEFA en el derbi madrileño frente al Atlético de Madrid marcando el gol de la victoria al minuto 88 con pase de Cristiano Ronaldo vistiéndose como el héroe y dando la clasificación a semifinales a su equipo. Terminaría su primera temporada en España con 9 goles y 5 asistencias en 31 partidos jugados, siendo el quinto goleador de los merengues en la temporada.

### Bayer 04 Leverkusen

#### Temporada 2015-16

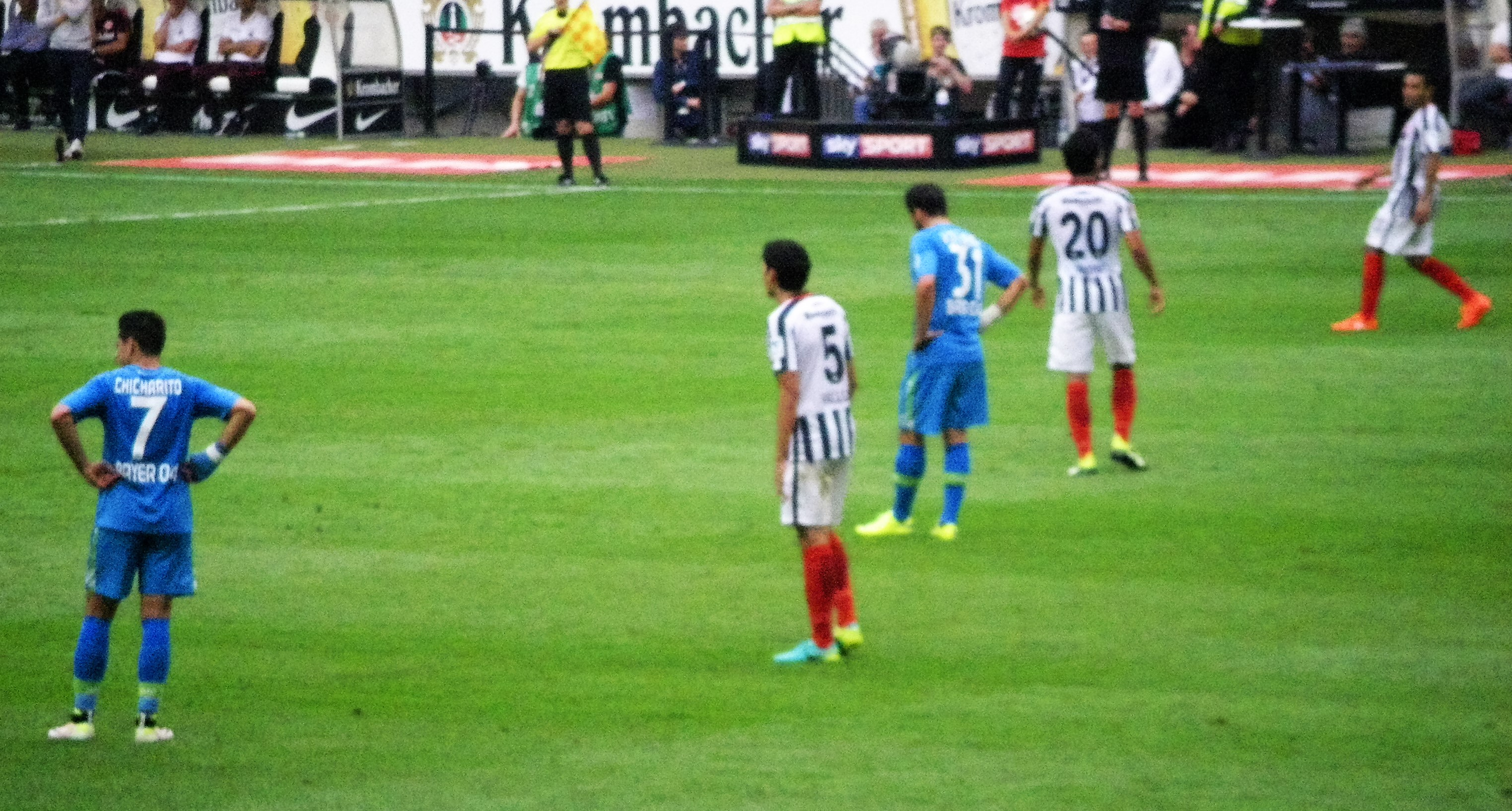
Chicharito jugando con el Bayer 04 Leverkusen en 2016.

El 31 de agosto del 2015 se hace oficial el traspaso de Chicharito por el Bayer 04 Leverkusen en un contrato por 4 años. El 2 de septiembre del 2015 Chicharito debuta en un partido amistoso como titular jugando 72 minutos, en la derrota 2-0 ante el Paderborn.
Hernández hizo su debut en la 1. Bundesliga jugando 58 minutos en la derrota 1-0 ante Darmstadt el 12 de septiembre. Cuatro días más tarde, marcó su primer gol en el partido de la fase de grupos de la Liga de Campeones de la UEFA ante el BATE Borisov anotando el tercer gol en la victoria 4-1. El 23 de septiembre anotó su primer gol en la Bundesliga en la victoria por 1-0 sobre el Mainz, también fue nombrado el Jugador del Partido. Marcaría su primer doblete el 20 de octubre por la tercera fecha de la Liga de Campeones de la UEFA en el empate 4-4 contra la Roma, además de sobrepasar los 100 goles como profesional a nivel de clubes.
Su segundo doblete sería el 21 de noviembre en la victoria 3-1 visitando al Eintracht Frankfurt.

Anotaría su primer triplete en 15 minutos por la Bundesliga el 12 de diciembre en la goleada 5-0 frente al Borussia Mönchengladbach llegando a 15 goles en 12 partidos.
El 30 de enero de 2016, en el segundo partido de Bayer después de la pausa de invierno, anotaría doblete en la victoria por 3-0 frente al Hannover 96 para registrar sus 21 goles de la temporada. Dos días más tarde, fue nombrado jugador de la Bundesliga del Mes por tercera vez en la temporada.

Terminaría su primera temporada en Alemania con 26 goles en 40 partidos jugados, siendo su mejor temporada en la historia terminando en el cuarto lugar de goleadores con 17 goles.

#### Temporada 2016-17
En el primer partido de la temporada marcó y dio una asistencia en la victoria del de su equipo 2-1 sobre el SC Hauenstein en la primera ronda de la DFB-Pokal el 21 de agosto de 2016. Dos días más tarde, se informó que Hernández se perdería el primer partido de Bayer de la temporada contra el Borussia Mönchengladbach después sufrir una fractura en la mano. El 17 de septiembre, anotaría su primer gol de la temporada de la Bundesliga en el Eintracht Frankfurt, sin embargo, se perdió la oportunidad de empatar el partido desde el punto de penalti por loo que perderían 2-1.

El 24 de septiembre Chicharito marcaría su segundo hat-trick con el Bayer dándole la victoria a su equipo al último 3 a 2 como visitantes del Maguncia 05. El 11 de febrero vuelve a marcar doblete en la goleada de su club 3 a 0 sobre el Eintracht Fráncfort, ocho días después el 17 de nuevo marca dos goles en la victoria 3 a 1 como visitantes en casa del F. C. Augsburgo.

### West Ham United

#### Temporada 2017-18
El 24 de julio de 2017, Hernández se unió al club inglés West Ham United firmando un contrato de tres años. Hizo su debut con el West Ham el 13 de agosto, jugando los 90 minutos en la derrota por 4-0 contra su antiguo club Manchester United en Old Trafford. La semana siguiente, Hernández anotó sus dos primeros goles para el West Ham en la derrota 3-2 ante Southampton.
En noviembre, Hernández sufrió una lesión en el tendón de la corva mientras estaba de servicio internacional con México, y se informó que sería excluido de la actividad por hasta dos semanas. Tras el despido de Slaven Bilić y el nombramiento de David Moyes como gerente, se temía que Hernández fuera excluido en West Ham como lo estaba en el United. En respuesta, Moyes se refirió a él como un "máximo goleador" y "un brillante finalizador". El 20 de enero de 2018, salió de la banca para marcar el gol del empate para West Ham en el 1 a 1 contra Bournemouth, anotando su primer gol desde octubre. El 8 de abril, en un partido de liga contra el Chelsea, marcó un gol a los 73 minutos para marcar 1–1, marcando por novena ocasión contra el club.

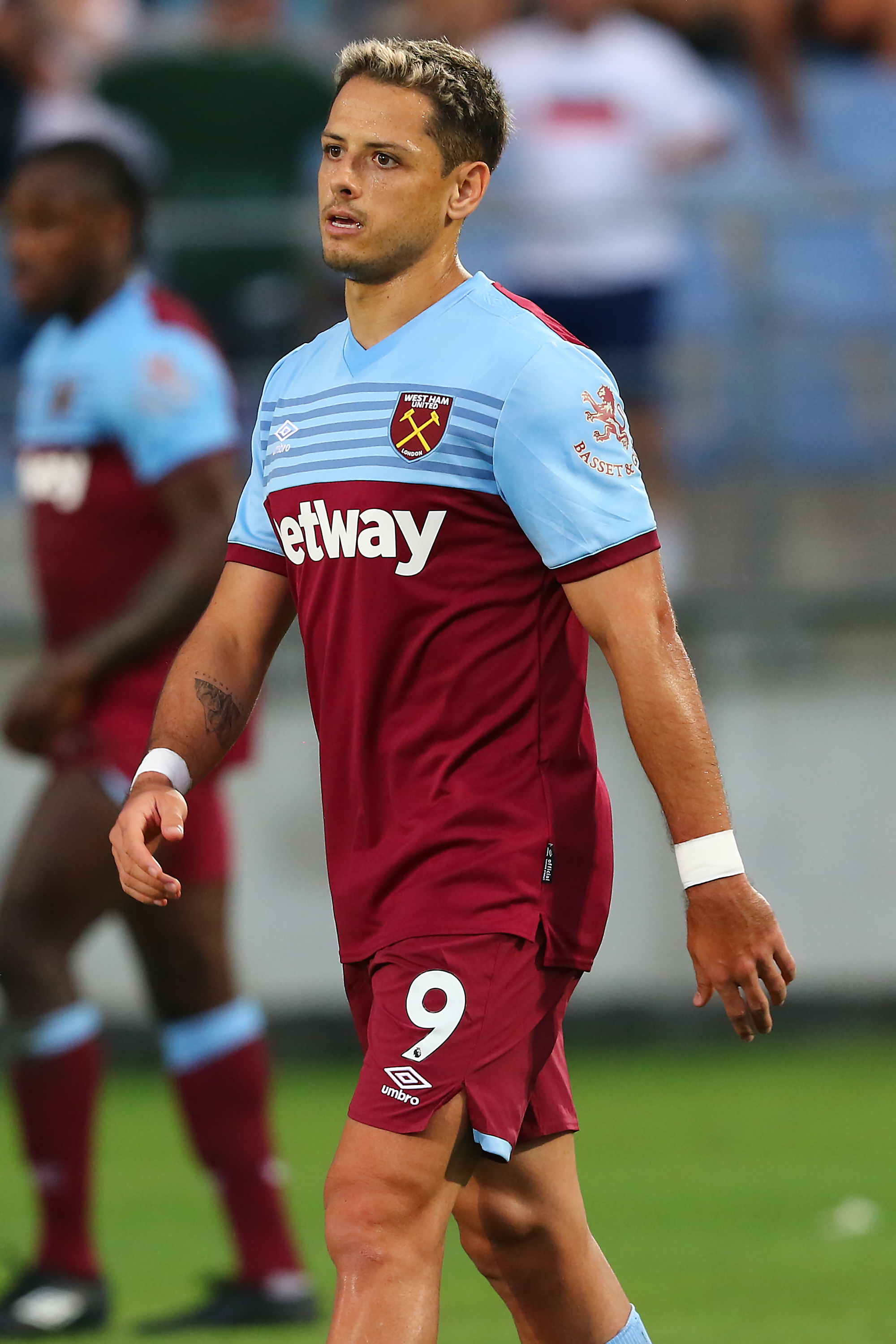
Chicharito con West Ham United en el 2019.

#### Temporada 2018-19
El 28 de agosto de 2018, Hernández marcó el tercer gol de West Ham en el tiempo de descuento de una victoria por 3-1 sobre el AFC Wimbledon en la segunda ronda de la Copa de la Liga. En septiembre, el gerente del West Ham, Manuel Pellegrini, declaró que Hernández sufría de fiebre glandular, lo que le hizo perder varios partidos, se recuperaría y volvería a entrenar en octubre. El 3 de noviembre, marcó su primer gol de la Premier League de la temporada en la victoria 4-2 de West Ham sobre Burnley.
El 22 de febrero de 2019, Hernández marcó el gol de igualación en la eventual victoria por 3-1 de West Ham sobre Fulham; en la vista inicial, parecía que había dirigido el balón desde un patio para anotar, sin embargo, las repeticiones del gol parecían mostrar el rebote del brazo de Hernández para poner el balón en la red. También fue su gol número 50 en la Premier League, convirtiéndose en el primer mexicano en alcanzar el hito. Volvería a la tabla de puntajes el 16 de marzo, llegando como sustituto de la segunda mitad y anotando dos veces ante el Huddersfield para remontar el partido de un 2-3 a un 4-3 en los últimos siete minutos del encuentro.

#### Temporada 2019-20
Hernández marcó su primer gol de la temporada 2019-20 el 17 de agosto de 2019 cuando West Ham empató 1–1 con Brighton en el Falmer Stadium. El 30 de agosto, Hernández entregó una solicitud de transferencia a West Ham y voló a España para completar un examen médico antes de un traslado propuesto de €8 millones a Sevilla. 

### Sevilla Fútbol Club
El 2 de septiembre de 2019 se anunció el fichaje de Javier Hernández con el Sevilla Fútbol Club por 8 millones de Euros, con un contrato hasta 2022, y así el jugador de 31 años se convirtió en el tercer futbolista mexicano en jugar para el club blanquirrojo después de Miguel Layún y Gerardo Torrado.
El 5 de septiembre del 2019, el estratega del Sevilla, Julen Lopetegui declaró lo siguiente sobre Chicharito:

"Un delantero muy completo a nivel de condiciones. Tiene velocidad, tiene remate, tiene experiencia, tiene trabajo y queremos que ponga todo eso al servicio del Sevilla.”
Julen Lopetegui. 5 de septiembre de 2019.

Marca su primer gol con el conjunto nervionense en el partido Qarabağ vs. Sevilla correspondiente a la jornada 1 de la fase de grupos de la Liga Europa de la UEFA al minuto 62'.
En el mercado de invierno de esa misma temporada abandona el club para fichar por Los Angeles Galaxy.

### Los Angeles Galaxy
El 21 de enero de 2020 se anunció su fichaje por Los Angeles Galaxy.

## Selección nacional

### Categorías inferiores
Javier formaba parte del proceso de la Selección de México Sub-17 para la Copa Mundial Sub-17 de 2005 en Perú, pero no fue convocado en la lista final, poco después fue invitado por Jorge Vergara para presenciar la final del torneo.
Formó parte del plantel que disputó la Copa Mundial Sub-20 de 2007 en Canadá. En el primer partido de la selección mexicana ante Gambia el 2 de julio de 2007, Javier entró de cambio al minuto 85 por Giovani dos Santos, contribuyendo con el 3-0 definitivo al minuto 89. También jugó ante Nueva Zelanda y ante el Congo. Javier acumuló solamente un gol en 5 partidos con la Sub-20.

### Selección absoluta

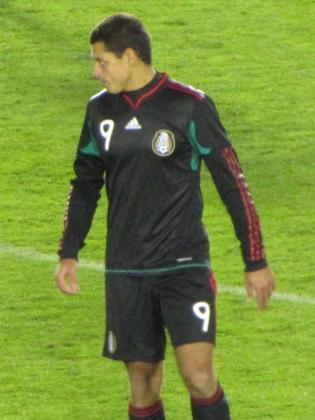
Hernández jugando para México en 2010.

El 30 de septiembre de 2009, Javier debutó con la Selección de México ante Colombia. Aunque su equipo fue derrotado por 2-1, Javier dio una asistencia a Paul Aguilar para la anotación del único gol de la selección mexicana.
Su segundo partido con la selección fue ante Bolivia el 24 de febrero de 2010, en donde el «chicharito» debutó como goleador, al haber contribuido con un doblete en la goleada de la selección mexicana por 5-0. Su tercer gol con el «Tri» fue el 3 de marzo de 2010 ante Nueva Zelanda, en donde anotó el primer gol del encuentro al minuto 53. Al final, México se impuso por 2-0. Su cuarto gol con la selección mexicana ocurrió el 17 de marzo de 2010 ante Corea del Norte, al haber anotado al minuto 68 el gol que le dio la victoria a México por 2-1. El 26 de mayo de 2010, en un partido amistoso ante Holanda, anotó el gol de México, luego de entrar de cambio, en el que se impuso Holanda 3-1.
El 30 de marzo de 2010, Javier fue incluido por Javier Aguirre en la lista de jugadores convocados a la Copa Mundial de 2010, siguiendo con el legado de su padre y de su abuelo, quienes también participaron en copas mundiales. Su segundo doblete con la selección fue el 30 de mayo de 2010 en otro partido amistoso ante Gambia, en donde anotó los 2 primeros goles en la victoria de su selección por 5-1.
El 17 de junio de 2010, en la Copa Mundial de 2010, Javier anotó un gol ante Francia, al igual que su abuelo Tomás Balcázar, quien también anotó un gol ante Francia en la Copa Mundial  de 1954. En ese partido, México se impuso por 2-0. El 27 de junio del 2010 en el partido de octavos de final Argentina vs México, anotó el gol de México en el que perdió contra Argentina 3-1.
El 11 de agosto de 2010, en el partido amistoso con motivo del Bicentenario de la Independencia de México jugado contra España, Javier Hernández anotó el primer gol del encuentro al minuto 12 rompiendo así una racha de 445 minutos de Iker Casillas sin recibir gol, terminando el encuentro en empate. El 12 de octubre de 2010, Javier Hernández anotó el segundo gol del encuentro en un partido amistoso contra Venezuela, con un pase de Elías Hernández al minuto 34 que significó el empate momentáneo, el partido quedó 2-2. El 9 de febrero de 2011, en un partido amistoso contra Bosnia-Herzegovina, Javier Hernández anotó el primer gol del encuentro al minuto 48. Siendo este un gol controversial ya que al principio, y después de fallar un penal al ser bloqueado por el guardameta, Kenan Hasagić. Se creía que había sido marcado cómo autogol por parte de Miralem Pjanić, el arbitraje final le concedió a Hernández la autoría del gol. El 26 de marzo del 2011, Hernández abrió el marcador contra Paraguay en un amistoso de México al minuto 7, y anotó nuevamente al minuto 33 marcando el 3-0. El partido quedó 3-1.

"They’ve got perhaps the hottest striker in the world on their team right now."
"Tienen, tal vez, al mejor delantero del mundo en su equipo en este momento".
Landon Donovan. Mes de junio de 2011.

El 5 de junio de 2011, marcó un triplete, el primero de su carrera, en la victoria de México 5-0 contra El Salvador, en la Copa Oro 2011. El 9 de junio, Hernández marca un doblete ante Cuba, abriendo el marcador al minuto 36 y descontando al 76. México ganó 5-0. El 18 de junio de 2011, Hernández anotó el gol de la victoria por 2-1 sobre Guatemala para enviar a México a las semifinales. El 22 de junio de 2011, Javier Hernández marcó el gol de la victoria de México sobre Honduras de 2-0, en el tiempo extra al minuto 99, llegando así a la final de la Copa Oro. El 25 de junio de 2011. Después de que México ganara la Copa Oro 2011, Hernández fue nombrado el máximo goleador de la Copa de Oro con 7 goles, ganando así la Bota de Oro y también fue nombrado el jugador más valioso del torneo.
El 2 de septiembre de 2011, Hernández marcó el único gol de México contra Polonia al minuto 34, el partido quedó empate 1-1 manteniendo el invicto de José Manuel de la Torre con la selección. El 11 de noviembre de 2011, Javier Hernández anota el segundo gol de México en un partido contra Serbia cuyo partido fue polémico ya que se creía que el primer gol lo había anotado él sin embargo el primer gol fue hecho por Carlos Salcido, el partido término en la última victoria para México en 2011 con un 2-0.
El 8 de mayo de 2014, Hernández fue incluido por el entrenador Miguel Herrera en la lista final de 23 jugadores que representarán a México en la Copa Mundial de 2014.
En la Copa Mundial de 2018 disputada en Rusia es convocado para jugar su tercer Mundial. Disputa los 4 partidos de la Selección de México que vuelve a quedar eliminada en los octavos de final.
El 7 de septiembre de 2019, Hernández jugó su último partido con selección, en un partido contra Estados Unidos, a partir de ese día no volvió a ser convocado, quedando también fuera de la lista de seleccionados para el mundial de Catar 2022.

### Participaciones en fases finales
En sus participaciones en la Copa de Oro, la Copa Concacaf, la Copa América, la Copa Confederaciones y la Copa Mundial ha anotado un total de dieciocho goles en treinta y tres partidos; cuatro en doce partidos mundialistas y otros nueve en once partidos continentales. El jugador ha conseguido anotar al menos un gol en todo evento oficial internacional en el que ha participado. A ellos se suma un gol en tres partidos con la selección sub-20 en la Copa Mundial de 2007.
Sus registros ayudaron que su selección lograse conquistar un título continental de la Copa de Oro, siendo hasta la fecha su mayor logro deportivo.
| Competición                  | Categoría | Sede           | Resultado        | Partidos | Goles |
| ---------------------------- | --------- | -------------- | ---------------- | -------- | ----- |
| Copa Mundial de 2007         | Sub-20    | Canadá         | Cuartos de final | 3        | 1     |
| Copa Mundial de 2010         | Absoluta  | Sudáfrica      | Octavos de final | 4        | 2     |
| Copa de Oro 2011             | Absoluta  | Estados Unidos | Campeón          | 6        | 7     |
| Copa Confederaciones de 2013 | Absoluta  | Brasil         | Primera fase     | 3        | 3     |
| Copa Mundial de 2014         | Absoluta  | Brasil         | Octavos de final | 4        | 1     |
| Copa Concacaf de 2015        | Absoluta  | Estados Unidos | Campeón          | 1        | 1     |
| Copa América de 2016         | Absoluta  | Estados Unidos | Cuartos de final | 4        | 1     |
| Copa Confederaciones de 2017 | Absoluta  | Rusia          | Cuarto lugar     | 4        | 1     |
| Copa Mundial de 2018         | Absoluta  | Rusia          | Octavos de final | 4        | 1     |
| Total                        | Total     | Total          | Total            | 33       | 18    |

## Estadísticas

### Clubes
Actualizado al último partido jugado el 15 de abril de 2025.
| Club                               | Div.          | Temporada     | Liga  | Liga  | Liga   | Copas nacionales | Copas nacionales | Copas nacionales | Copas internacionales | Copas internacionales | Copas internacionales | Total | Total | Total  | Media goleadora |
| Club                               | Div.          | Temporada     | Part. | Goles | Asist. | Part.            | Goles            | Asist.           | Part.                 | Goles                 | Asist.                | Part. | Goles | Asist. | Media goleadora |
| ---------------------------------- | ------------- | ------------- | ----- | ----- | ------ | ---------------- | ---------------- | ---------------- | --------------------- | --------------------- | --------------------- | ----- | ----- | ------ | --------------- |
| C. D. Chivas Coras · México        | 2.ª           | 2005-06       | 11    | 0     | 0      | —                | —                | —                | —                     | —                     | —                     | 11    | 0     | 0      | 0.00            |
| C. D. Chivas Coras · México        | Total club    | Total club    | 11    | 0     | 0      | 0                | 0                | 0                | 0                     | 0                     | 0                     | 11    | 0     | 0      | 0.00            |
| C. D. Tapatío · México             | 2.ª           | 2006-07       | 12    | 3     | 0      | —                | —                | —                | —                     | —                     | —                     | 12    | 3     | 0      | 0.25            |
| C. D. Tapatío · México             | 2.ª           | 2007-08       | 15    | 6     | 0      | —                | —                | —                | —                     | —                     | —                     | 15    | 6     | 0      | 0.40            |
| C. D. Tapatío · México             | 2.ª           | 2008-09       | 7     | 2     | 0      | —                | —                | —                | —                     | —                     | —                     | 7     | 2     | 0      | 0.28            |
| C. D. Tapatío · México             | Total club    | Total club    | 34    | 11    | 0      | 0                | 0                | 0                | 0                     | 0                     | 0                     | 34    | 11    | 0      | 0.32            |
| C. D. Guadalajara México           | 1.ª           | 2006-07       | 8     | 1     | 0      | —                | —                | —                | 1                     | 0                     | 0                     | 9     | 1     | 0      | 0.11            |
| C. D. Guadalajara México           | 1.ª           | 2007-08       | 6     | 0     | 0      | —                | —                | —                | 4                     | 0                     | 0                     | 10    | 0     | 0      | 0.00            |
| C. D. Guadalajara México           | 1.ª           | 2008-09       | 22    | 4     | 2      | 3                | 0                | 0                | 6                     | 3                     | 0                     | 31    | 7     | 2      | 0.22            |
| C. D. Guadalajara México           | 1.ª           | 2009-10       | 28    | 21    | 7      | —                | —                | —                | —                     | —                     | —                     | 28    | 21    | 7      | 0.75            |
| C. D. Guadalajara México           | 1.ª           | 2024          | 10    | 1     | 0      | —                | —                | —                | 2                     | 0                     | 0                     | 12    | 1     | 0      | 0.08            |
| C. D. Guadalajara México           | 1.ª           | 2024-25       | 18    | 1     | 1      | —                | —                | —                | 4                     | 1                     | 0                     | 22    | 2     | 1      | 0.09            |
| C. D. Guadalajara México           | Total club    | Total club    | 92    | 28    | 10     | 3                | 0                | 0                | 17                    | 4                     | 0                     | 112   | 32    | 10     | 0.28            |
| Manchester United F. C. Inglaterra | 1.ª           | 2010-11       | 27    | 13    | 1      | 9                | 3                | 2                | 9                     | 4                     | 1                     | 45    | 20    | 4      | 0.44            |
| Manchester United F. C. Inglaterra | 1.ª           | 2011-12       | 28    | 10    | 2      | 1                | 0                | 0                | 7                     | 2                     | 1                     | 36    | 12    | 3      | 0.33            |
| Manchester United F. C. Inglaterra | 1.ª           | 2012-13       | 22    | 10    | 3      | 8                | 5                | 3                | 6                     | 3                     | 0                     | 36    | 18    | 6      | 0.50            |
| Manchester United F. C. Inglaterra | 1.ª           | 2013-14       | 24    | 4     | 3      | 6                | 5                | 1                | 5                     | 0                     | 0                     | 35    | 9     | 4      | 0.25            |
| Manchester United F. C. Inglaterra | 1.ª           | 2014          | 1     | 0     | 0      | 1                | 0                | 0                | —                     | —                     | —                     | 2     | 0     | 0      | 0.00            |
| Manchester United F. C. Inglaterra | 1.ª           | 2015          | 1     | 0     | 0      | —                | —                | —                | 2                     | 0                     | 0                     | 3     | 0     | 0      | 0.00            |
| Manchester United F. C. Inglaterra | Total club    | Total club    | 103   | 37    | 9      | 25               | 13               | 6                | 29                    | 9                     | 2                     | 157   | 59    | 17     | 0.37            |
| Real Madrid C. F. · España         | 1.ª           | 2014-15       | 23    | 7     | 7      | 2                | 1                | 2                | 8                     | 1                     | 0                     | 33    | 9     | 9      | 0.27            |
| Real Madrid C. F. · España         | Total club    | Total club    | 23    | 7     | 7      | 2                | 1                | 2                | 8                     | 1                     | 0                     | 33    | 9     | 9      | 0.27            |
| Bayer 04 Leverkusen · Alemania     | 1.ª           | 2015-16       | 28    | 17    | 3      | 3                | 4                | 1                | 9                     | 5                     | 1                     | 40    | 26    | 5      | 0.65            |
| Bayer 04 Leverkusen · Alemania     | 1.ª           | 2016-17       | 26    | 11    | 3      | 2                | 1                | 1                | 8                     | 1                     | 0                     | 36    | 13    | 4      | 0.36            |
| Bayer 04 Leverkusen · Alemania     | Total club    | Total club    | 54    | 28    | 6      | 5                | 5                | 2                | 17                    | 6                     | 1                     | 76    | 39    | 9      | 0.51            |
| West Ham United F. C. Inglaterra   | 1.ª           | 2017-18       | 28    | 8     | 0      | 5                | 0                | 0                | —                     | —                     | —                     | 33    | 8     | 0      | 0.24            |
| West Ham United F. C. Inglaterra   | 1.ª           | 2018-19       | 25    | 7     | 1      | 3                | 1                | 0                | —                     | —                     | —                     | 28    | 8     | 1      | 0.28            |
| West Ham United F. C. Inglaterra   | 1.ª           | 2019          | 2     | 1     | 0      | —                | —                | —                | —                     | —                     | —                     | 2     | 1     | 0      | 0.50            |
| West Ham United F. C. Inglaterra   | Total club    | Total club    | 55    | 16    | 1      | 8                | 1                | 0                | 0                     | 0                     | 0                     | 63    | 17    | 1      | 0.26            |
| Sevilla F. C. · España             | 1.ª           | 2019-20       | 9     | 1     | 0      | 2                | 0                | 0                | 4                     | 2                     | 0                     | 15    | 3     | 0      | 0.20            |
| Sevilla F. C. · España             | Total club    | Total club    | 9     | 1     | 0      | 2                | 0                | 0                | 4                     | 2                     | 0                     | 15    | 3     | 0      | 0.20            |
| Los Angeles Galaxy Estados Unidos  | 1.ª           | 2020          | 12    | 2     | 0      | —                | —                | —                | —                     | —                     | —                     | 12    | 2     | 0      | 0.16            |
| Los Angeles Galaxy Estados Unidos  | 1.ª           | 2021          | 21    | 17    | 3      | —                | —                | —                | —                     | —                     | —                     | 21    | 17    | 3      | 0.80            |
| Los Angeles Galaxy Estados Unidos  | 1.ª           | 2022          | 34    | 18    | 3      | 3                | 1                | 0                | —                     | —                     | —                     | 37    | 19    | 3      | 0.51            |
| Los Angeles Galaxy Estados Unidos  | 1.ª           | 2023          | 9     | 1     | 1      | 3                | 0                | 0                | —                     | —                     | —                     | 12    | 1     | 1      | 0.08            |
| Los Angeles Galaxy Estados Unidos  | Total club    | Total club    | 76    | 38    | 7      | 6                | 1                | 0                | 0                     | 0                     | 0                     | 82    | 39    | 7      | 0.47            |
| Total carrera                      | Total carrera | Total carrera | 457   | 166   | 40     | 51               | 21               | 10               | 75                    | 22                    | 3                     | 583   | 209   | 53     | 0.35            |
| 1. 2. 3.                           |               |               |       |       |        |                  |                  |                  |                       |                       |                       |       |       |        |                 |

### Selección de México
Actualizado al último partido jugado el 6 de septiembre de 2019.
| Selección         | Año   | Eliminatorias | Eliminatorias | Eliminatorias | Continental | Continental | Continental | Mundial | Mundial | Mundial | Amistosos | Amistosos | Amistosos | Total | Total | Total  | Media goleadora |
| Selección         | Año   | Part.         | Goles         | Asist.        | Part.       | Goles       | Asist.      | Part.   | Goles   | Asist.  | Part.     | Goles     | Asist.    | Part. | Goles | Asist. | Media goleadora |
| ----------------- | ----- | ------------- | ------------- | ------------- | ----------- | ----------- | ----------- | ------- | ------- | ------- | --------- | --------- | --------- | ----- | ----- | ------ | --------------- |
| Sub-20 · México   |       |               |               |               |             |             |             |         |         |         |           |           |           |       |       |        |                 |
| 2007              | —     | —             | —             | —             | —           | —           | 3           | 1       | 1       | —       | —         | —         | 3         | 1     | 1     | 0.33   |                 |
| Total             | 0     | 0             | 0             | 0             | 0           | 0           | 3           | 1       | 1       | 0       | 0         | 0         | 3         | 1     | 1     | 0.33   |                 |
| Absoluta · México |       |               |               |               |             |             |             |         |         |         |           |           |           |       |       |        |                 |
| 2009              | —     | —             | —             | —             | —           | —           | —           | —       | —       | 1       | 0         | 1         | 1         | 0     | 1     | 0.00   |                 |
| 2010              | —     | —             | —             | —             | —           | —           | 4           | 2       | 0       | 15      | 9         | 2         | 19        | 11    | 2     | 0.57   |                 |
| 2011              | —     | —             | —             | 6             | 7           | 2           | —           | —       | —       | 7       | 5         | 0         | 13        | 12    | 2     | 0.97   |                 |
| 2012              | 6     | 3             | 1             | —             | —           | —           | —           | —       | —       | 4       | 2         | 0         | 10        | 5     | 1     | 0.50   |                 |
| 2013              | 10    | 2             | 1             | —             | —           | —           | 3           | 3       | 0       | 1       | 2         | 0         | 14        | 7     | 1     | 0.50   |                 |
| 2014              | —     | —             | —             | —             | —           | —           | 4           | 1       | 0       | 9       | 2         | 1         | 13        | 3     | 1     | 0.23   |                 |
| 2015              | 2     | 0             | 0             | 1             | 1           | 0           | —           | —       | —       | 5       | 3         | 0         | 8         | 4     | 0     | 0.50   |                 |
| 2016              | 4     | 1             | 1             | 4             | 1           | 0           | —           | —       | —       | 2       | 1         | 0         | 10        | 3     | 1     | 0.30   |                 |
| 2017              | 5     | 2             | 1             | —             | —           | —           | 4           | 1       | 1       | 2       | 1         | 1         | 11        | 4     | 3     | 0.36   |                 |
| 2018              | —     | —             | —             | —             | —           | —           | 4           | 1       | 1       | 3       | 0         | 0         | 7         | 1     | 1     | 0.14   |                 |
| 2019              | —     | —             | —             | —             | —           | —           | —           | —       | —       | 3       | 2         | 0         | 3         | 2     | 0     | 0.66   |                 |
| Total             | 27    | 8             | 4             | 11            | 9           | 2           | 19          | 8       | 2       | 52      | 27        | 5         | 109       | 52    | 13    | 0.47   |                 |
| Total             | Total | 27            | 8             | 4             | 11          | 9           | 2           | 22      | 9       | 3       | 52        | 27        | 5         | 112   | 53    | 14     | 0.47            |
| 1. 2.             |       |               |               |               |             |             |             |         |         |         |           |           |           |       |       |        |                 |

#### Resumen de partidos internacionales absolutos
Javier Hernández acumula un total de 109 partidos con su selección, situándose entre los quince jugadores que más veces han sido internacionales por México. De ellos 57 son en competiciones oficiales, mientras que el resto son de carácter amistoso, logrando tales registros desde que debutase como internacional absoluto el 30 de septiembre de 2009.
En cuanto a la faceta anotadora, el jugador es el máximo goleador histórico de la selección mexicana con un total de 52 goles, superando a Jared Borgetti con 46 goles anotados. Su primer gol como internacional fue el 24 de febrero de 2010, fecha en la que anotó un doblete, mientras que el 5 de junio de 2011 anotó el hasta la fecha su primer y único triplete con la selección en la victoria por 5-0 frente a la selección salvadoreña en el partido inaugural de México en la Copa de Oro de la Concacaf 2011.
En competición oficial el jugador debutó el 11 de junio de 2010 y el 17 del mismo mes anotó su primer gol. Los encuentros correspondían a la Copa Mundial de 2010 celebrada en Sudáfrica, en la que los dos goles que anotó en el torneo valieron para que su selección alcanzase los octavos de final.
| \| N.º \| Fecha \| Estadio \| Local \| \| Res. \| \| Visitante \| Goles \| Competición \| \| ---- \| ------------------------ \| ------------------------------------------- \| ----------------- \| \| ----- \| \| ------------------ \| ----- \| ---------------------------------- \| \| 1. \| 30 de septiembre de 2009 \| Cotton Bowl, Dallas, EEUU \| México \| \| 1 - 2 \| \| Colombia \| \| Amistoso \| \| 2. \| 24 de febrero de 2010 \| Candlestick Park, San Francisco, EEUU \| México \| \| 5 - 0 \| \| Bolivia \| \| Amistoso \| \| 3. \| 3 de marzo de 2010 \| Rose Bowl, Pasadena, EEUU \| México \| \| 2 - 0 \| \| Nueva Zelanda \| \| Amistoso \| \| 4. \| 17 de marzo de 2010 \| TSM Corona, Torreón, México \| México \| \| 2 - 1 \| \| Corea del Norte \| \| Amistoso \| \| 5. \| 7 de mayo de 2010 \| Meadowlands, East Rutherford, EEUU \| México \| \| 0 - 0 \| \| Ecuador \| \| Amistoso \| \| 6. \| 10 de mayo de 2010 \| Soldier Field, Chicago, EEUU \| México \| \| 1 - 0 \| \| Senegal \| \| Amistoso \| \| 7. \| 13 de marzo de 2010 \| Reliant, Houston, EEUU \| México \| \| 1 - 0 \| \| Angola \| \| Amistoso \| \| 8. \| 16 de mayo de 2010 \| Azteca, Ciudad de México, México \| México \| \| 1 - 0 \| \| Chile \| \| Amistoso \| \| 9. \| 24 de mayo de 2010 \| Wembley, Londres, Inglaterra \| Inglaterra \| \| 3 - 1 \| \| México \| \| Amistoso \| \| 10. \| 26 de mayo de 2010 \| Dreisamstadion, Friburgo, Alemania \| Países Bajos \| \| 2 - 1 \| \| México \| \| Amistoso \| \| 11. \| 30 de mayo de 2010 \| Hans-Walter Wild, Bayreuth, Alemania \| México \| \| 5 - 1 \| \| Gambia \| \| Amistoso \| \| 12. \| 3 de junio de 2010 \| Rey Balduino, Bruselas, Bélgica \| Italia \| \| 1 - 2 \| \| México \| \| Amistoso \| \| 13. \| 11 de junio de 2010 \| Soccer City, Johannesburgo, Sudáfrica \| Sudáfrica \| \| 1 - 1 \| \| México \| \| Mundial 2010 \| \| 14. \| 17 de junio de 2010 \| Peter Mokaba, Polokwane, Sudáfrica \| Francia \| \| 0 - 2 \| \| México \| \| Mundial 2010 \| \| 15. \| 22 de junio de 2010 \| Royal Bafokeng, Rustenburg, Sudáfrica \| México \| \| 0 - 1 \| \| Uruguay \| \| Mundial 2010 \| \| 16. \| 27 de junio de 2010 \| Soccer City, Johannesburgo, Sudáfrica \| Argentina \| \| 3 - 1 \| \| México \| \| Mundial 2010 \| \| 17. \| 11 de agosto de 2010 \| Azteca, Ciudad de México, México \| México \| \| 1 - 1 \| \| España \| \| Amistoso \| \| 18. \| 4 de septiembre de 2010 \| Omnilife, Guadalajara, México \| México \| \| 1 - 2 \| \| Ecuador \| \| Amistoso \| \| 19. \| 7 de septiembre de 2010 \| Universitario, Monterrey, México \| México \| \| 1 - 0 \| \| Colombia \| \| Amistoso \| \| 20. \| 12 de octubre de 2010 \| Olímpico, Ciudad Juárez, México \| México \| \| 1 - 1 \| \| Venezuela \| \| Amistoso \| \| 21. \| 9 de febrero de 2011 \| Georgia Dome, Atlanta, EEUU \| México \| \| 2 - 0 \| \| Bosnia-Herzegovina \| \| Amistoso \| \| 22. \| 26 de marzo de 2011 \| Oakland-Alameda County, Oakland, EEUU \| México \| \| 3 - 1 \| \| Paraguay \| \| Amistoso \| \| 23. \| 29 de marzo de 2011 \| Qualcomm, San Diego, EEUU \| México \| \| 1 - 1 \| \| Venezuela \| \| Amistoso \| \| 24. \| 5 de junio de 2011 \| Cowboys, Arlington, EEUU \| México \| \| 5 - 0 \| \| El Salvador \| \| Copa Oro 2011 \| \| 25. \| 9 de junio de 2011 \| Bank of America, Charlotte, EEUU \| Cuba \| \| 0 - 5 \| \| México \| \| Copa Oro 2011 \| \| 26. \| 12 de junio de 2011 \| Soldier Field, Chicago, EEUU \| México \| \| 4 - 1 \| \| Costa Rica \| \| Copa Oro 2011 \| \| 27. \| 18 de junio de 2011 \| New Meadowlands, Nueva Jersey, EEUU \| México \| \| 2 - 1 \| \| Guatemala \| \| Copa Oro 2011 \| \| 28. \| 22 de junio de 2011 \| Reliant, Houston, EEUU \| Honduras \| \| 0 - 2 \| \| México \| \| Copa Oro 2011 \| \| 29. \| 25 de junio de 2011 \| Rose Bowl, Pasadena, EEUU \| México \| \| 4 - 2 \| \| EEUU \| \| Copa Oro 2011 \| \| 30. \| 2 de septiembre de 2011 \| del Ejército Polaco, Varsovia, Polonia \| Polonia \| \| 1 - 1 \| \| México \| \| Amistoso \| \| 31. \| 4 de septiembre de 2011 \| Cornellà-El Prat, El Prat, España \| México \| \| 1 - 0 \| \| Chile \| \| Amistoso \| \| 32. \| 11 de octubre de 2011 \| TSM Corona, Torreón, México \| México \| \| 1 - 2 \| \| Brasil \| \| Amistoso \| \| 33. \| 11 de noviembre de 2011 \| Corregidora, Querétaro, México \| México \| \| 2 - 0 \| \| Serbia \| \| Amistoso \| \| 34. \| 29 de febrero de 2012 \| Sun Life, Miami Gardens, EEUU \| México \| \| 0 - 2 \| \| Colombia \| \| Amistoso \| \| 35. \| 31 de mayo de 2012 \| Soldier Field, Chicago, EEUU \| México \| \| 2 - 1 \| \| Bosnia-Herz. \| \| Amistoso \| \| 36. \| 3 de junio de 2012 \| Cowboys, Arlington, EEUU \| México \| \| 2 - 0 \| \| Brasil \| \| Amistoso \| \| 37. \| 8 de junio de 2012 \| Azteca, Ciudad de México, México \| México \| \| 3 - 1 \| \| Guyana \| \| Clasificación al Mundial 2014 \| \| 38. \| 12 de junio de 2012 \| Cuscatlán, San Salvador, El Salvador \| El Salvador \| \| 1 - 2 \| \| México \| \| Clasificación al Mundial 2014 \| \| 39. \| 15 de agosto de 2012 \| Azteca, Ciudad de México, México \| México \| \| 0 - 1 \| \| EEUU \| \| Amistoso \| \| 40. \| 7 de septiembre de 2012 \| Nacional, San José, Costa Rica \| Costa Rica \| \| 0 - 2 \| \| México \| \| Clasificación al Mundial 2014 \| \| 41. \| 11 de septiembre de 2012 \| Azteca, Ciudad de México, México \| México \| \| 1 - 0 \| \| Costa Rica \| \| Clasificación al Mundial 2014 \| \| 42. \| 12 de octubre de 2012 \| BBVA Compass, Houston, EEUU \| Guyana \| \| 0 - 5 \| \| México \| \| Clasificación al Mundial 2014 \| \| 43. \| 16 de octubre de 2012 \| TSM Corona, Torreón, México \| México \| \| 2 - 0 \| \| El Salvador \| \| Clasificación al Mundial 2014 \| \| 44. \| 6 de febrero de 2013 \| Azteca, Ciudad de México, México \| México \| \| 0 - 0 \| \| Jamaica \| \| Clasificación al Mundial 2014 \| \| 45. \| 22 de marzo de 2013 \| Metropolitano, San Pedro Sula, Honduras \| Honduras \| \| 2 - 2 \| \| México \| \| Clasificación al Mundial 2014 \| \| 46. \| 26 de marzo de 2013 \| Azteca, Ciudad de México, México \| México \| \| 0 - 0 \| \| EEUU \| \| Clasificación al Mundial 2014 \| \| 47. \| 31 de mayo de 2013 \| Reliant, Houston, EEUU \| México \| \| 2 - 2 \| \| Nigeria \| \| Amistoso \| \| 48. \| 4 de junio de 2013 \| Independence Park, Kingston, Jamaica \| Jamaica \| \| 0 - 1 \| \| México \| \| Clasificación al Mundial 2014 \| \| 49. \| 7 de junio de 2013 \| Rommel Fernández, Panamá, Panamá \| Panamá \| \| 0 - 0 \| \| México \| \| Clasificación al Mundial 2014 \| \| 50. \| 11 de junio de 2013 \| Azteca, Ciudad de México, México \| México \| \| 0 - 0 \| \| Costa Rica \| \| Clasificación al Mundial 2014 \| \| 51. \| 16 de junio de 2013 \| Maracaná, Río de Janeiro, Brasil \| México \| \| 1 - 2 \| \| Italia \| \| ConfeCup 2013 \| \| 52. \| 19 de junio de 2013 \| Castelão, Fortaleza, Brasil \| Brasil \| \| 2 - 0 \| \| México \| \| ConfeCup 2013 \| \| 53. \| 22 de junio de 2013 \| Mineirão, Belo Horizonte, Brasil \| Japón \| \| 1 - 2 \| \| México \| \| ConfeCup 2013 \| \| 54. \| 6 de septiembre de 2013 \| Azteca, Ciudad de México, México \| México \| \| 1 - 2 \| \| Honduras \| \| Clasificación al Mundial 2014 \| \| 55. \| 10 de septiembre de 2013 \| Columbus Crew, Columbus, EEUU \| EEUU \| \| 2 - 0 \| \| México \| \| Clasificación al Mundial 2014 \| \| 56. \| 11 de octubre de 2013 \| Azteca, Ciudad de México, México \| México \| \| 2 - 1 \| \| Panamá \| \| Clasificación al Mundial 2014 \| \| 57. \| 10 de septiembre de 2013 \| Nacional, San José, Costa Rica \| Costa Rica \| \| 2 - 1 \| \| México \| \| Clasificación al Mundial 2014 \| \| 58. \| 5 de marzo de 2014 \| Georgia Dome, Atlanta, EEUU \| México \| \| 0 - 0 \| \| Nigeria \| \| Amistoso \| \| 59. \| 28 de mayo de 2014 \| Azteca, Ciudad de México, México \| México \| \| 3 - 0 \| \| Israel \| \| Amistoso \| \| 60. \| 31 de mayo de 2014 \| Cowboys, Arlington, EEUU \| México \| \| 3 - 1 \| \| Ecuador \| \| Amistoso \| \| 61. \| 3 de junio de 2014 \| Soldier Field, Chicago, EEUU \| Bosnia-Herz. \| \| 1 - 0 \| \| México \| \| Amistoso \| \| 62. \| 6 de junio de 2014 \| Foxboro, Foxborough, EEUU \| México \| \| 0 - 1 \| \| Portugal \| \| Amistoso \| \| 63. \| 13 de junio de 2014 \| Arena das Dunas, Natal, Brasil \| México \| \| 1 - 0 \| \| Camerún \| \| Mundial 2014 \| \| 64. \| 17 de junio de 2014 \| Castelão, Fortaleza, Brasil \| Brasil \| \| 0 - 0 \| \| México \| \| Mundial 2014 \| \| 65. \| 23 de junio de 2014 \| Arena Pernambuco, Recife, Brasil \| Croacia \| \| 1 - 3 \| \| México \| \| Mundial 2014 \| \| 66. \| 29 de junio de 2014 \| Castelão, Fortaleza, Brasil \| Países Bajos \| \| 2 - 1 \| \| México \| \| Mundial 2014 \| \| 67. \| 9 de octubre de 2014 \| Zoque, Chiapas, México \| México \| \| 2 - 0 \| \| Honduras \| \| Amistoso \| \| 68. \| 12 de octubre de 2014 \| Corregidora, Querétaro, México \| México \| \| 1 - 0 \| \| Panamá \| \| Amistoso \| \| 69. \| 12 de noviembre de 2014 \| Amsterdam Arena, Ámsterdam, Países Bajos \| Países Bajos \| \| 2 - 3 \| \| México \| \| Amistoso \| \| 70. \| 28 de marzo de 2015 \| LA Memorial Coliseum, Los Ángeles, EEUU \| México \| \| 1 - 0 \| \| Ecuador \| \| Amistoso \| \| 71. \| 31 de marzo de 2015 \| LA Memorial Coliseum, Los Ángeles, EEUU \| México \| \| 1 - 0 \| \| Paraguay \| \| Amistoso \| \| 72. \| 27 de junio de 2015 \| Citrus Bowl, Kansas City, EEUU \| México \| \| 2 - 2 \| \| Costa Rica \| \| Amistoso \| \| 73. \| 1 de julio de 2015 \| Orlando Citrus, Houston, EEUU \| México \| \| 0 - 0 \| \| Honduras \| \| Amistoso \| \| 74. \| 8 de septiembre de 2015 \| AT&T, Arlington, EEUU \| México \| \| 2 - 2 \| \| Argentina \| \| Amistoso \| \| 75. \| 10 de octubre de 2015 \| Rose Bowl, Pasadena, EEUU \| EEUU \| \| 2 - 3 \| \| México \| \| Clasificación Copa Confederaciones \| \| 76. \| 13 de octubre de 2015 \| Nemesio Diez, Toluca de Lerdo, México \| México \| \| 1 - 0 \| \| Panamá \| \| Amistoso \| \| 77. \| 13 de noviembre de 2015 \| Azteca, Ciudad de México, México \| México \| \| 3 - 0 \| \| El Salvador \| \| Clasificación al Mundial 2018 \| \| 78. \| 17 de noviembre de 2015 \| Olímpico, San Pedro Sula, Honduras \| Honduras \| \| 0 - 2 \| \| México \| \| Clasificación al Mundial 2018 \| \| 79. \| 25 de marzo de 2016 \| BC Place, Vancouver, Canadá \| Canadá \| \| 0 - 3 \| \| México \| \| Clasificación al Mundial 2018 \| \| 80. \| 29 de marzo de 2016 \| Azteca, Ciudad de México, México \| México \| \| 2 - 0 \| \| Canadá \| \| Clasificación al Mundial 2018 \| \| 81. \| 28 de mayo de 2016 \| Azteca, Ciudad de México, México \| México \| \| 1 - 0 \| \| Paraguay \| \| Amistoso \| \| 82. \| 1 de junio de 2016 \| Azteca, Ciudad de México, México \| México \| \| 1 - 0 \| \| Chile \| \| Amistoso \| \| 83. \| 5 de junio de 2016 \| de la Universidad de Phoenix, Arizona, EEUU \| México \| \| 3 - 1 \| \| Uruguay \| \| Copa América Centenario \| \| 84. \| 9 de junio de 2016 \| Rose Bowl, Pasadena, EEUU \| México \| \| 2 - 0 \| \| Jamaica \| \| Copa América Centenario \| \| 85. \| 13 de junio de 2016 \| Estadio NRG, Houston, EEUU \| México \| \| 1 - 1 \| \| Venezuela \| \| Copa América Centenario \| \| 86. \| 18 de junio de 2016 \| Levi's Stadium, Santa Clara, EEUU \| México \| \| 0 - 7 \| \| Chile \| \| Copa América Centenario \| \| 87. \| 11 de noviembre de 2016 \| Mapfre, Columbus, EEUU \| EEUU \| \| 1 - 2 \| \| México \| \| Clasificación al Mundial 2018 \| \| 88. \| 15 de noviembre de 2016 \| Rommel Fernández, Panamá \| Panamá \| \| 0 - 0 \| \| México \| \| Clasificación al Mundial 2018 \| \| 89. \| 24 de marzo de 2017 \| Azteca, Ciudad de México, México \| México \| \| 2 - 0 \| \| Costa Rica \| \| Clasificación al Mundial 2018 \| \| 90. \| 28 de marzo de 2017 \| Hasely Crawford, Puerto España \| Trinidad y Tobago \| \| 0 - 1 \| \| México \| \| Clasificación al Mundial 2018 \| \| 91. \| 27 de mayo de 2017 \| LA Memorial Coliseum, Los Ángeles, EEUU \| México \| \| 1 - 2 \| \| Croacia \| \| Amistoso \| \| 92. \| 11 de junio de 2017 \| Azteca, Ciudad de México, México \| México \| \| 1 - 1 \| \| EEUU \| \| Clasificación al Mundial 2018 \| \| 93. \| 18 de junio de 2017 \| Kazán Arena, Kazán, Rusia \| Portugal \| \| 2 - 2 \| \| México \| \| Copa Confederaciones 2017 \| \| 98. \| 6 de octubre de 2017 \| Alfonso Lastras, San Luis Potosí, México \| México \| \| 3 - 1 \| \| Trinidad y Tobago \| \| Clasificación al Mundial 2018 \| \| 104. \| 23 de junio de 2018 \| Rostov Arena, Rostov del Don, Rusia \| México \| \| 2 - 1 \| \| Corea del Sur \| \| Mundial de 2018 \| \| 108. \| 26 de marzo de 2019 \| Levi's, Santa Clara, EEUU \| México \| \| 4 - 2 \| \| Paraguay \| \| Amistoso \| \| 109. \| 6 de septiembre de 2019 \| MetLife, East Rutherford, EUUU \| EEUU \| \| 0 - 3 \| \| México \| \| Amistoso \| Fuentes: ESPN Deportes, Historial de partidos México y Estadísticas National Football |                          |                                             |                   |                                 |       |                                 |                    |       |                                    |
| N.º | Fecha                    | Estadio                                     | Local             |                                 | Res.  |                                 | Visitante          | Goles | Competición                        |
| 1. | 30 de septiembre de 2009 | Cotton Bowl, Dallas, EEUU                   | México            | Bandera de México               | 1 - 2 | Bandera de Colombia             | Colombia           |       | Amistoso                           |
| 2. | 24 de febrero de 2010    | Candlestick Park, San Francisco, EEUU       | México            | Bandera de México               | 5 - 0 | Bandera de Bolivia              | Bolivia            |       | Amistoso                           |
| 3. | 3 de marzo de 2010       | Rose Bowl, Pasadena, EEUU                   | México            | Bandera de México               | 2 - 0 | Bandera de Nueva Zelanda        | Nueva Zelanda      |       | Amistoso                           |
| 4. | 17 de marzo de 2010      | TSM Corona, Torreón, México                 | México            | Bandera de México               | 2 - 1 | Bandera de Corea del Norte      | Corea del Norte    |       | Amistoso                           |
| 5. | 7 de mayo de 2010        | Meadowlands, East Rutherford, EEUU          | México            | Bandera de México               | 0 - 0 | Bandera de Ecuador              | Ecuador            |       | Amistoso                           |
| 6. | 10 de mayo de 2010       | Soldier Field, Chicago, EEUU                | México            | Bandera de México               | 1 - 0 | Bandera de Senegal              | Senegal            |       | Amistoso                           |
| 7. | 13 de marzo de 2010      | Reliant, Houston, EEUU                      | México            | Bandera de México               | 1 - 0 | Bandera de Angola               | Angola             |       | Amistoso                           |
| 8. | 16 de mayo de 2010       | Azteca, Ciudad de México, México            | México            | Bandera de México               | 1 - 0 | Bandera de Chile                | Chile              |       | Amistoso                           |
| 9. | 24 de mayo de 2010       | Wembley, Londres, Inglaterra                | Inglaterra        | Bandera de Inglaterra           | 3 - 1 | Bandera de México               | México             |       | Amistoso                           |
| 10. | 26 de mayo de 2010       | Dreisamstadion, Friburgo, Alemania          | Países Bajos      | Bandera de los Países Bajos     | 2 - 1 | Bandera de México               | México             |       | Amistoso                           |
| 11. | 30 de mayo de 2010       | Hans-Walter Wild, Bayreuth, Alemania        | México            | Bandera de México               | 5 - 1 | Bandera de Gambia               | Gambia             |       | Amistoso                           |
| 12. | 3 de junio de 2010       | Rey Balduino, Bruselas, Bélgica             | Italia            | Bandera de Italia               | 1 - 2 | Bandera de México               | México             |       | Amistoso                           |
| 13. | 11 de junio de 2010      | Soccer City, Johannesburgo, Sudáfrica       | Sudáfrica         | Bandera de Sudáfrica            | 1 - 1 | Bandera de México               | México             |       | Mundial 2010                       |
| 14. | 17 de junio de 2010      | Peter Mokaba, Polokwane, Sudáfrica          | Francia           | Bandera de Francia              | 0 - 2 | Bandera de México               | México             |       | Mundial 2010                       |
| 15. | 22 de junio de 2010      | Royal Bafokeng, Rustenburg, Sudáfrica       | México            | Bandera de México               | 0 - 1 | Bandera de Uruguay              | Uruguay            |       | Mundial 2010                       |
| 16. | 27 de junio de 2010      | Soccer City, Johannesburgo, Sudáfrica       | Argentina         | Bandera de Argentina            | 3 - 1 | Bandera de México               | México             |       | Mundial 2010                       |
| 17. | 11 de agosto de 2010     | Azteca, Ciudad de México, México            | México            | Bandera de México               | 1 - 1 | Bandera de España               | España             |       | Amistoso                           |
| 18. | 4 de septiembre de 2010  | Omnilife, Guadalajara, México               | México            | Bandera de México               | 1 - 2 | Bandera de Ecuador              | Ecuador            |       | Amistoso                           |
| 19. | 7 de septiembre de 2010  | Universitario, Monterrey, México            | México            | Bandera de México               | 1 - 0 | Bandera de Colombia             | Colombia           |       | Amistoso                           |
| 20. | 12 de octubre de 2010    | Olímpico, Ciudad Juárez, México             | México            | Bandera de México               | 1 - 1 | Bandera de Venezuela            | Venezuela          |       | Amistoso                           |
| 21. | 9 de febrero de 2011     | Georgia Dome, Atlanta, EEUU                 | México            | Bandera de México               | 2 - 0 | Bandera de Bosnia y Herzegovina | Bosnia-Herzegovina |       | Amistoso                           |
| 22. | 26 de marzo de 2011      | Oakland-Alameda County, Oakland, EEUU       | México            | Bandera de México               | 3 - 1 | Bandera de Paraguay             | Paraguay           |       | Amistoso                           |
| 23. | 29 de marzo de 2011      | Qualcomm, San Diego, EEUU                   | México            | Bandera de México               | 1 - 1 | Bandera de Venezuela            | Venezuela          |       | Amistoso                           |
| 24. | 5 de junio de 2011       | Cowboys, Arlington, EEUU                    | México            | Bandera de México               | 5 - 0 | Bandera de El Salvador          | El Salvador        |       | Copa Oro 2011                      |
| 25. | 9 de junio de 2011       | Bank of America, Charlotte, EEUU            | Cuba              | Bandera de Cuba                 | 0 - 5 | Bandera de México               | México             |       | Copa Oro 2011                      |
| 26. | 12 de junio de 2011      | Soldier Field, Chicago, EEUU                | México            | Bandera de México               | 4 - 1 | Bandera de Costa Rica           | Costa Rica         |       | Copa Oro 2011                      |
| 27. | 18 de junio de 2011      | New Meadowlands, Nueva Jersey, EEUU         | México            | Bandera de México               | 2 - 1 | Bandera de Guatemala            | Guatemala          |       | Copa Oro 2011                      |
| 28. | 22 de junio de 2011      | Reliant, Houston, EEUU                      | Honduras          | Bandera de Honduras             | 0 - 2 | Bandera de México               | México             |       | Copa Oro 2011                      |
| 29. | 25 de junio de 2011      | Rose Bowl, Pasadena, EEUU                   | México            | Bandera de México               | 4 - 2 | Bandera de Estados Unidos       | EEUU               |       | Copa Oro 2011                      |
| 30. | 2 de septiembre de 2011  | del Ejército Polaco, Varsovia, Polonia      | Polonia           | Bandera de Polonia              | 1 - 1 | Bandera de México               | México             |       | Amistoso                           |
| 31. | 4 de septiembre de 2011  | Cornellà-El Prat, El Prat, España           | México            | Bandera de México               | 1 - 0 | Bandera de Chile                | Chile              |       | Amistoso                           |
| 32. | 11 de octubre de 2011    | TSM Corona, Torreón, México                 | México            | Bandera de México               | 1 - 2 | Bandera de Brasil               | Brasil             |       | Amistoso                           |
| 33. | 11 de noviembre de 2011  | Corregidora, Querétaro, México              | México            | Bandera de México               | 2 - 0 | Bandera de Serbia               | Serbia             |       | Amistoso                           |
| 34. | 29 de febrero de 2012    | Sun Life, Miami Gardens, EEUU               | México            | Bandera de México               | 0 - 2 | Bandera de Colombia             | Colombia           |       | Amistoso                           |
| 35. | 31 de mayo de 2012       | Soldier Field, Chicago, EEUU                | México            | Bandera de México               | 2 - 1 | Bandera de Bosnia y Herzegovina | Bosnia-Herz.       |       | Amistoso                           |
| 36. | 3 de junio de 2012       | Cowboys, Arlington, EEUU                    | México            | Bandera de México               | 2 - 0 | Bandera de Brasil               | Brasil             |       | Amistoso                           |
| 37. | 8 de junio de 2012       | Azteca, Ciudad de México, México            | México            | Bandera de México               | 3 - 1 | Bandera de Guyana               | Guyana             |       | Clasificación al Mundial 2014      |
| 38. | 12 de junio de 2012      | Cuscatlán, San Salvador, El Salvador        | El Salvador       | Bandera de El Salvador          | 1 - 2 | Bandera de México               | México             |       | Clasificación al Mundial 2014      |
| 39. | 15 de agosto de 2012     | Azteca, Ciudad de México, México            | México            | Bandera de México               | 0 - 1 | Bandera de Estados Unidos       | EEUU               |       | Amistoso                           |
| 40. | 7 de septiembre de 2012  | Nacional, San José, Costa Rica              | Costa Rica        | Bandera de Costa Rica           | 0 - 2 | Bandera de México               | México             |       | Clasificación al Mundial 2014      |
| 41. | 11 de septiembre de 2012 | Azteca, Ciudad de México, México            | México            | Bandera de México               | 1 - 0 | Bandera de Costa Rica           | Costa Rica         |       | Clasificación al Mundial 2014      |
| 42. | 12 de octubre de 2012    | BBVA Compass, Houston, EEUU                 | Guyana            | Bandera de Guyana               | 0 - 5 | Bandera de México               | México             |       | Clasificación al Mundial 2014      |
| 43. | 16 de octubre de 2012    | TSM Corona, Torreón, México                 | México            | Bandera de México               | 2 - 0 | Bandera de El Salvador          | El Salvador        |       | Clasificación al Mundial 2014      |
| 44. | 6 de febrero de 2013     | Azteca, Ciudad de México, México            | México            | Bandera de México               | 0 - 0 | Bandera de Jamaica              | Jamaica            |       | Clasificación al Mundial 2014      |
| 45. | 22 de marzo de 2013      | Metropolitano, San Pedro Sula, Honduras     | Honduras          | Bandera de Honduras             | 2 - 2 | Bandera de México               | México             |       | Clasificación al Mundial 2014      |
| 46. | 26 de marzo de 2013      | Azteca, Ciudad de México, México            | México            | Bandera de México               | 0 - 0 | Bandera de Estados Unidos       | EEUU               |       | Clasificación al Mundial 2014      |
| 47. | 31 de mayo de 2013       | Reliant, Houston, EEUU                      | México            | Bandera de México               | 2 - 2 | Bandera de Nigeria              | Nigeria            |       | Amistoso                           |
| 48. | 4 de junio de 2013       | Independence Park, Kingston, Jamaica        | Jamaica           | Bandera de Jamaica              | 0 - 1 | Bandera de México               | México             |       | Clasificación al Mundial 2014      |
| 49. | 7 de junio de 2013       | Rommel Fernández, Panamá, Panamá            | Panamá            | Bandera de Panamá               | 0 - 0 | Bandera de México               | México             |       | Clasificación al Mundial 2014      |
| 50. | 11 de junio de 2013      | Azteca, Ciudad de México, México            | México            | Bandera de México               | 0 - 0 | Bandera de Costa Rica           | Costa Rica         |       | Clasificación al Mundial 2014      |
| 51. | 16 de junio de 2013      | Maracaná, Río de Janeiro, Brasil            | México            | Bandera de México               | 1 - 2 | Bandera de Italia               | Italia             |       | ConfeCup 2013                      |
| 52. | 19 de junio de 2013      | Castelão, Fortaleza, Brasil                 | Brasil            | Bandera de Brasil               | 2 - 0 | Bandera de México               | México             |       | ConfeCup 2013                      |
| 53. | 22 de junio de 2013      | Mineirão, Belo Horizonte, Brasil            | Japón             | Bandera de Japón                | 1 - 2 | Bandera de México               | México             |       | ConfeCup 2013                      |
| 54. | 6 de septiembre de 2013  | Azteca, Ciudad de México, México            | México            | Bandera de México               | 1 - 2 | Bandera de Honduras             | Honduras           |       | Clasificación al Mundial 2014      |
| 55. | 10 de septiembre de 2013 | Columbus Crew, Columbus, EEUU               | EEUU              | Bandera de Estados Unidos       | 2 - 0 | Bandera de México               | México             |       | Clasificación al Mundial 2014      |
| 56. | 11 de octubre de 2013    | Azteca, Ciudad de México, México            | México            | Bandera de México               | 2 - 1 | Bandera de Panamá               | Panamá             |       | Clasificación al Mundial 2014      |
| 57. | 10 de septiembre de 2013 | Nacional, San José, Costa Rica              | Costa Rica        | Bandera de Costa Rica           | 2 - 1 | Bandera de México               | México             |       | Clasificación al Mundial 2014      |
| 58. | 5 de marzo de 2014       | Georgia Dome, Atlanta, EEUU                 | México            | Bandera de México               | 0 - 0 | Bandera de Nigeria              | Nigeria            |       | Amistoso                           |
| 59. | 28 de mayo de 2014       | Azteca, Ciudad de México, México            | México            | Bandera de México               | 3 - 0 | Bandera de Israel               | Israel             |       | Amistoso                           |
| 60. | 31 de mayo de 2014       | Cowboys, Arlington, EEUU                    | México            | Bandera de México               | 3 - 1 | Bandera de Ecuador              | Ecuador            |       | Amistoso                           |
| 61. | 3 de junio de 2014       | Soldier Field, Chicago, EEUU                | Bosnia-Herz.      | Bandera de Bosnia y Herzegovina | 1 - 0 | Bandera de México               | México             |       | Amistoso                           |
| 62. | 6 de junio de 2014       | Foxboro, Foxborough, EEUU                   | México            | Bandera de México               | 0 - 1 | Bandera de Portugal             | Portugal           |       | Amistoso                           |
| 63. | 13 de junio de 2014      | Arena das Dunas, Natal, Brasil              | México            | Bandera de México               | 1 - 0 | Bandera de Camerún              | Camerún            |       | Mundial 2014                       |
| 64. | 17 de junio de 2014      | Castelão, Fortaleza, Brasil                 | Brasil            | Bandera de Brasil               | 0 - 0 | Bandera de México               | México             |       | Mundial 2014                       |
| 65. | 23 de junio de 2014      | Arena Pernambuco, Recife, Brasil            | Croacia           | Bandera de Croacia              | 1 - 3 | Bandera de México               | México             |       | Mundial 2014                       |
| 66. | 29 de junio de 2014      | Castelão, Fortaleza, Brasil                 | Países Bajos      | Bandera de los Países Bajos     | 2 - 1 | Bandera de México               | México             |       | Mundial 2014                       |
| 67. | 9 de octubre de 2014     | Zoque, Chiapas, México                      | México            | Bandera de México               | 2 - 0 | Bandera de Honduras             | Honduras           |       | Amistoso                           |
| 68. | 12 de octubre de 2014    | Corregidora, Querétaro, México              | México            | Bandera de México               | 1 - 0 | Bandera de Panamá               | Panamá             |       | Amistoso                           |
| 69. | 12 de noviembre de 2014  | Amsterdam Arena, Ámsterdam, Países Bajos    | Países Bajos      | Bandera de los Países Bajos     | 2 - 3 | Bandera de México               | México             |       | Amistoso                           |
| 70. | 28 de marzo de 2015      | LA Memorial Coliseum, Los Ángeles, EEUU     | México            | Bandera de México               | 1 - 0 | Bandera de Ecuador              | Ecuador            |       | Amistoso                           |
| 71. | 31 de marzo de 2015      | LA Memorial Coliseum, Los Ángeles, EEUU     | México            | Bandera de México               | 1 - 0 | Bandera de Paraguay             | Paraguay           |       | Amistoso                           |
| 72. | 27 de junio de 2015      | Citrus Bowl, Kansas City, EEUU              | México            | Bandera de México               | 2 - 2 | Bandera de Costa Rica           | Costa Rica         |       | Amistoso                           |
| 73. | 1 de julio de 2015       | Orlando Citrus, Houston, EEUU               | México            | Bandera de México               | 0 - 0 | Bandera de Honduras             | Honduras           |       | Amistoso                           |
| 74. | 8 de septiembre de 2015  | AT&T, Arlington, EEUU                       | México            | Bandera de México               | 2 - 2 | Bandera de Argentina            | Argentina          |       | Amistoso                           |
| 75. | 10 de octubre de 2015    | Rose Bowl, Pasadena, EEUU                   | EEUU              | Bandera de Estados Unidos       | 2 - 3 | Bandera de México               | México             |       | Clasificación Copa Confederaciones |
| 76. | 13 de octubre de 2015    | Nemesio Diez, Toluca de Lerdo, México       | México            | Bandera de México               | 1 - 0 | Bandera de Panamá               | Panamá             |       | Amistoso                           |
| 77. | 13 de noviembre de 2015  | Azteca, Ciudad de México, México            | México            | Bandera de México               | 3 - 0 | Bandera de El Salvador          | El Salvador        |       | Clasificación al Mundial 2018      |
| 78. | 17 de noviembre de 2015  | Olímpico, San Pedro Sula, Honduras          | Honduras          | Bandera de Honduras             | 0 - 2 | Bandera de México               | México             |       | Clasificación al Mundial 2018      |
| 79. | 25 de marzo de 2016      | BC Place, Vancouver, Canadá                 | Canadá            | Bandera de Canadá               | 0 - 3 | Bandera de México               | México             |       | Clasificación al Mundial 2018      |
| 80. | 29 de marzo de 2016      | Azteca, Ciudad de México, México            | México            | Bandera de México               | 2 - 0 | Bandera de Canadá               | Canadá             |       | Clasificación al Mundial 2018      |
| 81. | 28 de mayo de 2016       | Azteca, Ciudad de México, México            | México            | Bandera de México               | 1 - 0 | Bandera de Paraguay             | Paraguay           |       | Amistoso                           |
| 82. | 1 de junio de 2016       | Azteca, Ciudad de México, México            | México            | Bandera de México               | 1 - 0 | Bandera de Chile                | Chile              |       | Amistoso                           |
| 83. | 5 de junio de 2016       | de la Universidad de Phoenix, Arizona, EEUU | México            | Bandera de México               | 3 - 1 | Bandera de Uruguay              | Uruguay            |       | Copa América Centenario            |
| 84. | 9 de junio de 2016       | Rose Bowl, Pasadena, EEUU                   | México            | Bandera de México               | 2 - 0 | Bandera de Jamaica              | Jamaica            |       | Copa América Centenario            |
| 85. | 13 de junio de 2016      | Estadio NRG, Houston, EEUU                  | México            | Bandera de México               | 1 - 1 | Bandera de Venezuela            | Venezuela          |       | Copa América Centenario            |
| 86. | 18 de junio de 2016      | Levi's Stadium, Santa Clara, EEUU           | México            | Bandera de México               | 0 - 7 | Bandera de Chile                | Chile              |       | Copa América Centenario            |
| 87. | 11 de noviembre de 2016  | Mapfre, Columbus, EEUU                      | EEUU              | Bandera de Estados Unidos       | 1 - 2 | Bandera de México               | México             |       | Clasificación al Mundial 2018      |
| 88. | 15 de noviembre de 2016  | Rommel Fernández, Panamá                    | Panamá            | Bandera de Panamá               | 0 - 0 | Bandera de México               | México             |       | Clasificación al Mundial 2018      |
| 89. | 24 de marzo de 2017      | Azteca, Ciudad de México, México            | México            | Bandera de México               | 2 - 0 | Bandera de Costa Rica           | Costa Rica         |       | Clasificación al Mundial 2018      |
| 90. | 28 de marzo de 2017      | Hasely Crawford, Puerto España              | Trinidad y Tobago | Bandera de Trinidad y Tobago    | 0 - 1 | Bandera de México               | México             |       | Clasificación al Mundial 2018      |
| 91. | 27 de mayo de 2017       | LA Memorial Coliseum, Los Ángeles, EEUU     | México            | Bandera de México               | 1 - 2 | Bandera de Croacia              | Croacia            |       | Amistoso                           |
| 92. | 11 de junio de 2017      | Azteca, Ciudad de México, México            | México            | Bandera de México               | 1 - 1 | Bandera de Estados Unidos       | EEUU               |       | Clasificación al Mundial 2018      |
| 93. | 18 de junio de 2017      | Kazán Arena, Kazán, Rusia                   | Portugal          | Bandera de Portugal             | 2 - 2 | Bandera de México               | México             |       | Copa Confederaciones 2017          |
| 98. | 6 de octubre de 2017     | Alfonso Lastras, San Luis Potosí, México    | México            | Bandera de México               | 3 - 1 | Bandera de Trinidad y Tobago    | Trinidad y Tobago  |       | Clasificación al Mundial 2018      |
| 104. | 23 de junio de 2018      | Rostov Arena, Rostov del Don, Rusia         | México            | Bandera de México               | 2 - 1 | Bandera de Corea del Sur        | Corea del Sur      |       | Mundial de 2018                    |
| 108. | 26 de marzo de 2019      | Levi's, Santa Clara, EEUU                   | México            | Bandera de México               | 4 - 2 | Bandera de Paraguay             | Paraguay           |       | Amistoso                           |
| 109. | 6 de septiembre de 2019  | MetLife, East Rutherford, EUUU              | EEUU              | Bandera de Estados Unidos       | 0 - 3 | Bandera de México               | México             |       | Amistoso                           |

### Hat-tricks
Ha realizado cuatro tripletes a lo largo de su carrera, el primero con la Selección de México en Copa de Oro; después consiguió dos con el Bayer Leverkusen y uno más con Los Ángeles Galaxy, con ambos clubes en torneo de liga.
| Partidos en los que anotó tres o más goles | Partidos en los que anotó tres o más goles | Partidos en los que anotó tres o más goles | Partidos en los que anotó tres o más goles  | Partidos en los que anotó tres o más goles | Partidos en los que anotó tres o más goles | Partidos en los que anotó tres o más goles |
| N.º                                        | Fecha                                      | Estadio                                    | Partido                                     | Goles                                      | Resultado                                  | Competición                                |
| ------------------------------------------ | ------------------------------------------ | ------------------------------------------ | ------------------------------------------- | ------------------------------------------ | ------------------------------------------ | ------------------------------------------ |
| 1                                          | 5 de junio de 2011                         | AT&T, Arlington                            | México - El Salvador                        | Anotado · Anotado · Anotado                | 5 - 0                                      | Copa Oro de 2011                           |
| 2                                          | 12 de diciembre de 2015                    | BayArena, Leverkusen                       | Bayer Leverkusen - Borussia Mönchengladbach | Anotado · Anotado · Anotado                | 5 - 0                                      | 1. Bundesliga 2015-16                      |
| 3                                          | 24 de septiembre de 2016                   | Coface Arena, Maguncia                     | Mainz 05 - Bayer Leverkusen                 | Anotado · Anotado · Anotado                | 2 - 3                                      | 1. Bundesliga 2016-17                      |
| 4                                          | 25 de abril de 2021                        | Dignity Health Sports Park, Carson         | Los Ángeles Galaxy - New York Red Bulls     | Anotado · Anotado · Anotado                | 3 - 2                                      | Major League Soccer                        |

### Resumen estadístico
|                            | Partidos | Goles | Promedio | Asistencias | Promedio | Goles y asistencias | Promedio |
| -------------------------- | -------- | ----- | -------- | ----------- | -------- | ------------------- | -------- |
| Primera división           | 412      | 155   | 0.37     | 40          | 0.09     | 195                 | 0.47     |
| Segunda división           | 45       | 11    | 0.24     | 0           | 0.00     | 11                  | 0.24     |
| Copas nacionales           | 51       | 21    | 0.41     | 10          | 0.19     | 31                  | 0.60     |
| Copas internacionales      | 75       | 22    | 0.29     | 3           | 0.04     | 25                  | 0.33     |
| Selección de México Sub-20 | 3        | 1     | 0.33     | 1           | 0.33     | 2                   | 0.66     |
| Selección de México        | 109      | 52    | 0.47     | 13          | 0.11     | 65                  | 0.59     |
| Total                      | 695      | 262   | 0.37     | 67          | 0.09     | 329                 | 0.47     |

## Habilidades
Varios compañeros de profesión le han calificado de jugador rápido y contundente, así como de tener buen tiro de cabeza, disparo con ambos pies y de media distancia, caracterizándole como uno de los jugadores más habilidosos del mundo dentro del área. Es asimismo uno de los jugadores con registro goleador por partido disputado.

"Cada vez que él entra al terreno de juego, el único pensamiento que tiene es el de anotar goles, es un problema para los defensas. Todo el mundo sabe que es muy rápido y si le das espacio y tiempo es peligroso".
Dimitar Berbatov. Enero de 2011. Manchester.

"Se puede ver que tiene un olfato natural para el gol, pero lo que sorprendió a muchos de nosotros es lo bueno que es en el aire. Él pasa tiempo practicando después del entrenamiento".
Wayne Rooney. Mes de marzo de 2011. Manchester.

Entre las cualidades de Javier Hernández, destaca también su velocidad y aceleración, como demuestra el registro de ser el jugador más rápido del Mundial de Sudáfrica, alcanzando una velocidad promedio de 32,15 kilómetros por hora. Un estudio de ESPN - Sports Science reflejó que su aceleración alcanza los 34,6 kilómetros por hora en tan solo 2 segundos y medio.

## Palmarés

### Títulos nacionales
| Título           | Club                    | País       | Año  |
| ---------------- | ----------------------- | ---------- | ---- |
| Primera División | C. D. Guadalajara       | México     | 2006 |
| Community Shield | Manchester United F. C. | Inglaterra | 2010 |
| Premier League   | Manchester United F. C. | Inglaterra | 2011 |
| Community Shield | Manchester United F. C. | Inglaterra | 2011 |
| Premier League   | Manchester United F. C. | Inglaterra | 2013 |
| Community Shield | Manchester United F. C. | Inglaterra | 2013 |

### Títulos internacionales
| Título                  | Club (*)            | País           | Año  |
| ----------------------- | ------------------- | -------------- | ---- |
| Copa Oro de la Concacaf | Selección de México | Estados Unidos | 2011 |
| Copa Mundial de Clubes  | Real Madrid C. F.   | Marruecos      | 2014 |
| Copa Concacaf           | Selección de México | Estados Unidos | 2015 |
| Liga Europa de la UEFA  | Sevilla F. C.       | Alemania       | 2020 |

(*) Incluyendo la Selección

### Distinciones individuales
| Distinción                                                       | Año  |
| ---------------------------------------------------------------- | ---- |
| Goleador de la Primera División de México                        | 2010 |
| Balón de Oro al mejor delantero de la Primera División de México | 2010 |
| Jugador del mes del Manchester United (noviembre)                | 2010 |
| Jugador del mes del Manchester United (enero)                    | 2011 |
| Jugador del mes del Manchester United (abril)                    | 2011 |
| Jugador del año Sir Matt Busby                                   | 2011 |
| Bota de Oro de la Copa de Oro de la Concacaf                     | 2011 |
| Jugador más valioso de la Copa de Oro de la Concacaf             | 2011 |
| Jugador del mes del Manchester United (octubre)                  | 2011 |
| Jugador del mes del Manchester United (octubre)                  | 2012 |
| Jugador del mes del Manchester United (noviembre)                | 2012 |
| Mejor gol del mes de la Liga BBVA (septiembre)                   | 2014 |
| Jugador del mes de la Bundesliga (noviembre)                     | 2015 |
| Jugador del mes de la Bundesliga (diciembre)                     | 2015 |
| Mejor gol de la Bundesliga (primer semestre)                     | 2015 |
| Mejor jugador del año de la Concacaf                             | 2015 |
| Equipo de la temporada de la Bundesliga                          | 2016 |

## Vida privada
Javier es hijo de Javier “Chícharo” Hernández, futbolista que fue figura de Tecos de la UAG y que disputó la Copa Mundial de 1986. También es el nieto de Tomás Balcázar, leyenda del Guadalajara y que disputó la Copa Mundial de 1954. Además, su tatarabuelo, Jesús Balcázar, fue pintor en 1930. Javier domina en su mayoría el idioma inglés, algo que le ayudó a trabajar y convivir con su equipo anterior, el Manchester United.
El periódico inglés The Sun lo comparó con Ole Gunnar Solskjær por su forma de juego. También ha sido comparado en muchas ocasiones con Hugo Sánchez y expertos afirman que superará sus marcas. El 3 de noviembre de 2010 la IFFHS nombró a Javier el tercer mejor goleador del mundo; solo David Villa y Samuel Eto'o lo superaron. Javier Hernández fue inspiración de una melodía, la canción que lleva el nombre de Chico Is The Man y fue creada por el grupo The World Red Army, en la canción se halaga al jugador describiendo sus cualidades técnicas y haciendo referencia del lugar de su nacimiento, el estado de Jalisco; el grupo The World Red Army también creó el cántico del Manchester United, Glory Glory Man United.
El 26 de mayo de 2012 fue nombrado embajador de buena voluntad en México de Unicef.
El 20 de marzo de 2019 se casó con la modelo australiana Sarah Kohan en los Estados Unidos. Además cuenta con dos hijos: el primogénito llamado Noah que nació en Londres, Inglaterra el 16 de junio de 2019 y su hija Nala nacida el 5 de octubre de 2020.  En 2021 la pareja decidió divorciarse, Sarah decidió regresar a su país con sus hijos.

## Controversias

### Polémica por videos
En 2025 Hernández transmitió varios videos en sus redes sociales, en donde expresó comentarios sexistas y machistas al hablar sobre el papel de las mujeres, la masculinidad y el feminismo, lo que hizo que se encuentrara en el centro de la polémica.
En tono irónico el futbolista cuestionó cómo las mujeres, desde el feminismo, quieren tener derechos sin tener responsabilidades. Sus expresiones cargadas de estereotipos estallaron la polémica:

“Encarnen su energía femenina, cuidando, nutriendo, recibiendo, multiplicando, limpiando, sosteniendo el hogar que es el lugar más preciado para nosotros los hombres. No le tengan miedo a ser mujeres, a permitirse ser lideradas por un hombre, que lo único que quiere es verlas feliz“
Javier Chicharito Hernández

Estos videos viralizados por medio de la red social Tik Tok encendieron las alarmas ya que aparentan ser del tipo  inspiracional, pero el trasfondo del mensaje esta asociado con ideologías conservadoras que han cobrado fuerza en los últimos años como el movimiento redpill o píldora roja, que plantea que las mujeres tienen una ventaja injusta en las relaciones y solo se vinculan con hombres por su estatus o apariencia, y el de las tradwives, que promueve el regreso de la mujer al rol tradicional de esposa sumisa y ama de casa.
A este respecto autoridades como la presidenta de México Claudia Sheinbaum y la titular de la Secretaría de las Mujeres Citláli Hernández, expresaron sus opiniones. A pregunta expresa en conferencia de prensa la mandataria, mencionó que Javier Hernández era un buen jugador de futbol pero que todavía tiene mucho que aprender sobre el papel de las mujeres en la sociedad. Además mencionó que este tema incluso está en la Constitución y se llama igualdad sustantiva.

Aquella idea de que las mujeres deben estar en casa, claro que nos gusta estar con nuestros hijos, con nuestros maridos, pero las mujeres tenemos todo para poder desarrollarnos.
Claudia Sheinbaum

La Federación Mexicana de Futbol a  través de su Comisión de Género y Diversidad, mencionó que abrió una carpeta de investigación e impuso una multa y un apercibimiento al delantero por las declaraciones en redes sociales que promueven estereotipos sexistas y son consideradas violencia mediática, violando los valores de la Liga MX.
El Club Deportivo Guadalajara  más conocido como Las Chivas informó, mediante un comunicado, que rechaza cualquier conducta, postura o expresión que refuerce estereotipos que limiten la libertad, el respeto y el desarrollo pleno de todas las personas, dentro y fuera del deporte. Además reafirmó su compromiso con el desarrollo igualitario, la equidad de género y el respeto hacia todas las personas. A falta de seis meses de contrato, se reportó que C.D Guadalajara no renovaría al jugador.
A partir del revuelo que ocasionó Chicharito Hernández emitió una disculpa a través de sus historias de Instagram en donde menciona que lamenta sus dichos y que su intención no había sido limitar, herir y dividir
Posterior a estos acontecimientos y adicional a las sanciones Federación Mexicana de Futbol también lo excluyó de las campañas promocionales del Mundial 2026 y ya no será embajador de la Copa del Mundo en la que México es sede junto a Estados Unidos y Canadá.  Tras estas declaraciones la marca deportiva Puma  decidió retirar sus contratos publicitarios.

### Acusación de deudor alimentario
La viralización de sus videos, hizo que usuarias de redes sociales se refirieran al status del pago de pensiones alimentaria a sus hijos. Y sacaron a la luz las declaraciones de su exesposa Sarah Kohan modelo y madre de sus hijos Noah y Nala, en donde afirmó que el futbolista gana más de ocho millones de dólares anuales, de los cuáles no paga los 100 mil dólares al mes que exige de pensión.